# 罗马尼亚铁路
罗马尼亚铁路国家铁路公司（羅馬尼亞語：Compania Națională de Căi Ferate CFR SA），通稱為罗马尼亚铁路（羅馬尼亞語：Căile Ferate Române，简称），是罗马尼亚官方指定的国营铁路运营商。尽管该国境内的首条铁路始建于1854年，罗马尼亚铁路直至1880年才开始作为一个实体运营。罗马尼亚铁路目前的营运里程为11,380公里，其中3,971公里为电气化铁路；轨道总长度为22,247公里，其中8,585公里已經实现电气化。其铁路网络有相当一部分与其它欧洲铁路网络相连接，可以提供泛欧范围内的客运及货运服务。
罗马尼亚铁路于1998年进行重组，拆分为4家自主经营的公司：
- 罗马尼亚铁路客运（羅馬尼亞語：CFR Călători），负责客运服务。
- 罗马尼亚铁路货运（羅馬尼亞語：CFR Marfă），负责货运服务。
- 罗马尼亚铁路基建（德语：Compania Națională de Căi Ferate），管理罗马尼亚铁路的基础设施。
- 铁路观光协会（Societatea Feroviară de Turism），管理旅游胜地的观光铁路。

2002年，罗马尼亚铁路又成立了铁路资讯协会（Societatea Informatica Feroviara SA），负责管理电脑网络及前瞻性研究。罗马尼亚铁路的总部设于布加勒斯特，并有区域铁路分局分布在布拉索夫、克卢日-纳波卡、康斯坦察、克拉約瓦、加拉茨、雅西和蒂米什瓦拉。它也是国际铁路联盟成员，UIC编号为53。

## 历史

### 19世纪
罗马尼亚现今领土上的第一条铁路于1854年8月20日开设，并在巴纳特地区的奥拉维察和多瑙河港口城镇巴希亚什之间运营。该线路长度为62.5公里，完全用于煤炭运输。由于在当时巴纳特仍为奥地利帝国的一部分，因此线路由奥地利国家铁路经营。经过随后几个月中的多次改造后，该线路自1856年11月1日起开通客运服务。
在1864年至1880年间，陆续有铁路在罗马尼亚王国的领土上建成。1865年9月1日，受到罗马尼亚国王的委托，英国约翰·特雷弗-巴克利公司（John Trevor-Barkley）开始修建布加勒斯特-久爾久铁路，并于1869年8月26日建成通车。这也成为了当时罗马尼亚境内建成的第一条铁路。
1866年9月，罗马尼亚议会表决通过修建一条915公里长的铁路，该铁路由南部的博尔瓦什尼察通往北部的罗曼，途经皮特什蒂、布加勒斯特、布澤烏、布勒伊拉、加拉茨和泰庫奇等所有人口密集的重要中心城市。其造价在当时为每公里27万金法郎，由德国斯特罗斯贝格财团（Strousberg Konsortium）承建。线路分阶段建设，第一阶段（皮特什蒂-布加勒斯特-加拉茨-罗曼）于1872年9月13日建成通车，全线则在1878年5月9日贯通。博尔瓦什尼察-罗曼铁路是罗马尼亚铁路基础设施的重要组成部分，因为它跨越了整个罗马尼亚王国，并实现了与瓦拉幾亞和摩爾達維亞几个城市间的客运及货运连接。1868年9月10日，布加勒斯特北站投入使用。1880年1月，罗马尼亚议会将私营的博尔瓦什尼察-罗曼铁路的所有权收归国有，由罗马尼亚铁路管辖。1880年也因此而成为罗马尼亚铁路的成立年份。

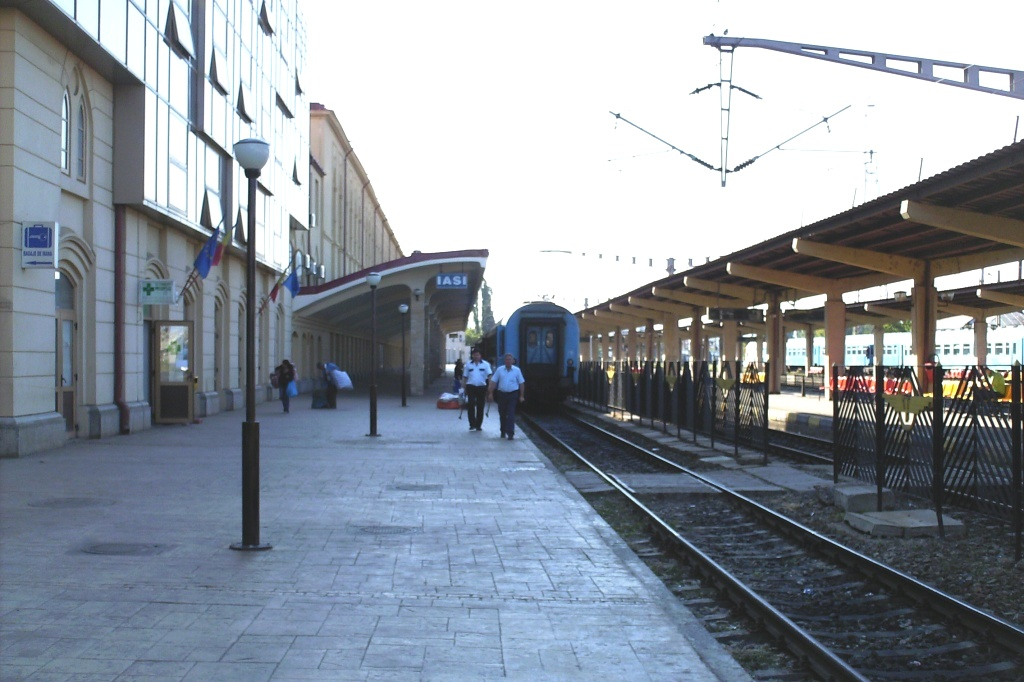
雅西车站始建于1870年

1868年5月，罗马尼亚政府与德国奥芬海姆财团（Offenheim Konsortium）达成一项协议，共同在摩尔达维亚地区建设几条较短的铁路线。这些线路总长度为224公里，主要走向为罗曼-蘇恰瓦、帕什卡尼-雅西和维雷斯蒂-博托沙尼。1870年，雅西站落成，这些线路也从1869年12月至1871年11月逐步建成通车。由于奥芬海姆财团管理不善，这些线路于1889年1月移交罗马尼亚铁路运营。
在1877年的罗马尼亚独立战争中，罗马尼亚吞并了原属奥斯曼帝国的多布羅加地区。因此罗马尼亚铁路也接管了由奥斯曼人于1860年建成的康斯坦察-切爾納沃德铁路。在此期间，作为罗马尼亚王国第一条铁路的布加勒斯特-久爾久铁路也被划归罗马尼亚铁路管理。
到1889年，罗马尼亚铁路成为罗马尼亚王国所有铁路线的拥有者，其铁路网络总长度为1,377公里。

### 20世纪初期

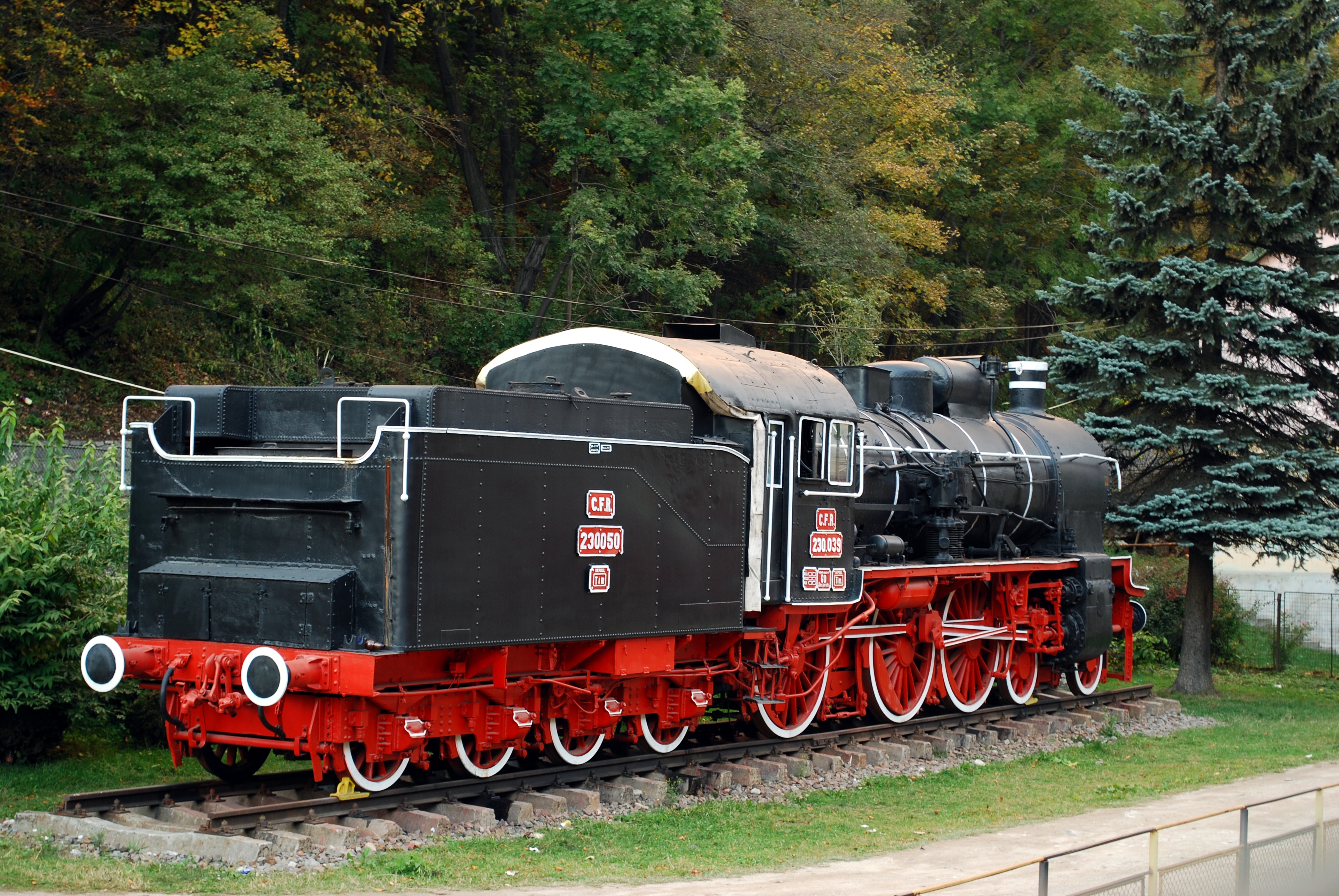
陈列于錫納亞的230型039号蒸汽机车。曾用作客运服务。

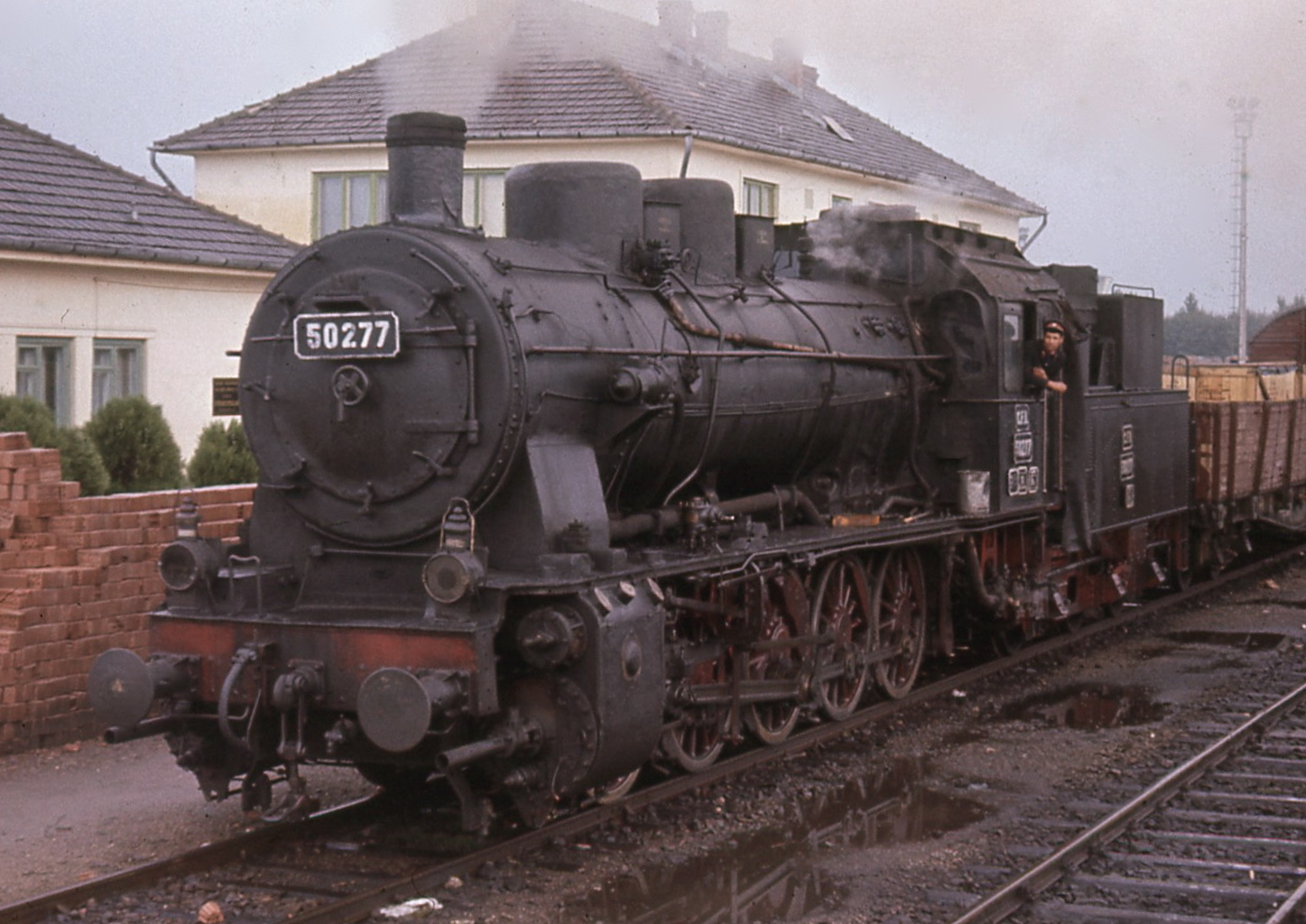
050型蒸汽机车是罗马尼亚在二战后的标准重型调机。

东欧的首条电气化铁路（世界第8条）于1913年在特兰西瓦尼亚的阿拉德-波德戈里亚间建成，这在当时仍属奥匈帝国的一部分。1918年，特兰西瓦尼亚、比薩拉比亞和布科維納等地区联合罗马尼亚王国组成了大罗马尼亚。因此，在这些地区所有权曾分属奥匈帝国和俄罗斯帝国的全部铁路线均移交罗马尼亚铁路管理。该事件对罗马尼亚的铁路发展有着重要影响，因为这意味着原位于奥匈帝国领土的阿拉德铁路车辆厂和钢铁厂均已成为罗马尼亚的一部分，可为罗马尼亚铁路广泛生产车辆和机车。
在此期间，各铁路线均在进行复线改造——修建复线可允许更大流量的列车通过能力。首条完成复线改造的线路是布加勒斯特-普洛耶什蒂-坎皮納铁路，于1912年完工。在战间期，其它一些铁路也完成了复线改造，这些线路包括：
- 康斯坦察-切爾納沃德（1931年）
- 阿德茹德-泰庫奇（1933年）
- 泰尤什-阿帕希达（英语：Apahida）（1940年）
- 坎皮納-布拉索夫（1941年）
- 布澤烏-默勒謝什蒂（1942年）

在1920年代和1930年代罗马尼亚铁路还购置了一些新的机车车辆，以广泛开展其现代化计划。其中引进了柴油机车，并新造了高速柴油动车组（一个经过现代化改造的版本仍在巴纳特地区作为通勤列车使用至今）。
这一时期铁路历史的一个重要事件是发生在大萧条期间的1933年格里维察罢工，导致铁路工人和警察之间爆发了暴力冲突。

### 社会主义时期
在罗马尼亚于1947年成为社会主义共和国后，政府对铁路基础设施的投入显著，却忽略了其他形式的基础设施建设。在此期间，铁路被共产党领导人格奥尔基·乔治乌－德治及继任者尼古拉·齐奥塞斯库视为罗马尼亚迅速实现工业化的象征。与此同时，列车的运输量有所增加，并修建了新的线路，尤其是在乡村地区。铁路大部分的电气化和复线改造工程也都发生在社会主义时期。此外，位于多布罗加南部的铁路于1940年划归保加利亚，而布科維納北部和比薩拉比亞境内的铁路则于1947年被苏联占领。
罗马尼亚铁路网络中首先进行电气化改造的线路是布加勒斯特-布拉索夫铁路，这是一条客运和货运交通量都繁忙的铁路。电气化工程于1959年开始，首个改造的路段由布拉索夫至普雷代亞爾，于1965年12月9日完成。1966年4月20日，进一步完成了由普雷代亚尔至坎皮纳段的改造。1969年2月16日，铁路全线实现电气化，电压采用25千伏50赫兹工频交流电。
此后，多条线路也相继完成了复线改造，允许更高的交通流量。它们包括：
- 弗烏雷伊-加拉茨（1971年）
- 潘泰利蒙-切爾納沃德（1971年）
- 布加勒斯特-罗希奥利（英语：Roșiori de Vede）-克拉約瓦（1972年）
- 基蒂拉-哥列什蒂（英语：Goleşti）（1972年）
- 布拉索夫-自由乡（英语：Câmpia Libertăţii）（1974年）
- 阿德茹德-蘇恰瓦（1975年）
- 德拉加利纳（英语：Dragalina）-克勒拉希（1970年代）

到20世纪70年代中期，蒸汽机车的主力作用已完全丧失，它正被标准化的柴油或电力机车及车辆取代，其中大部分由阿拉德的阿斯特拉（Astra）工厂制造。

### 1989年后

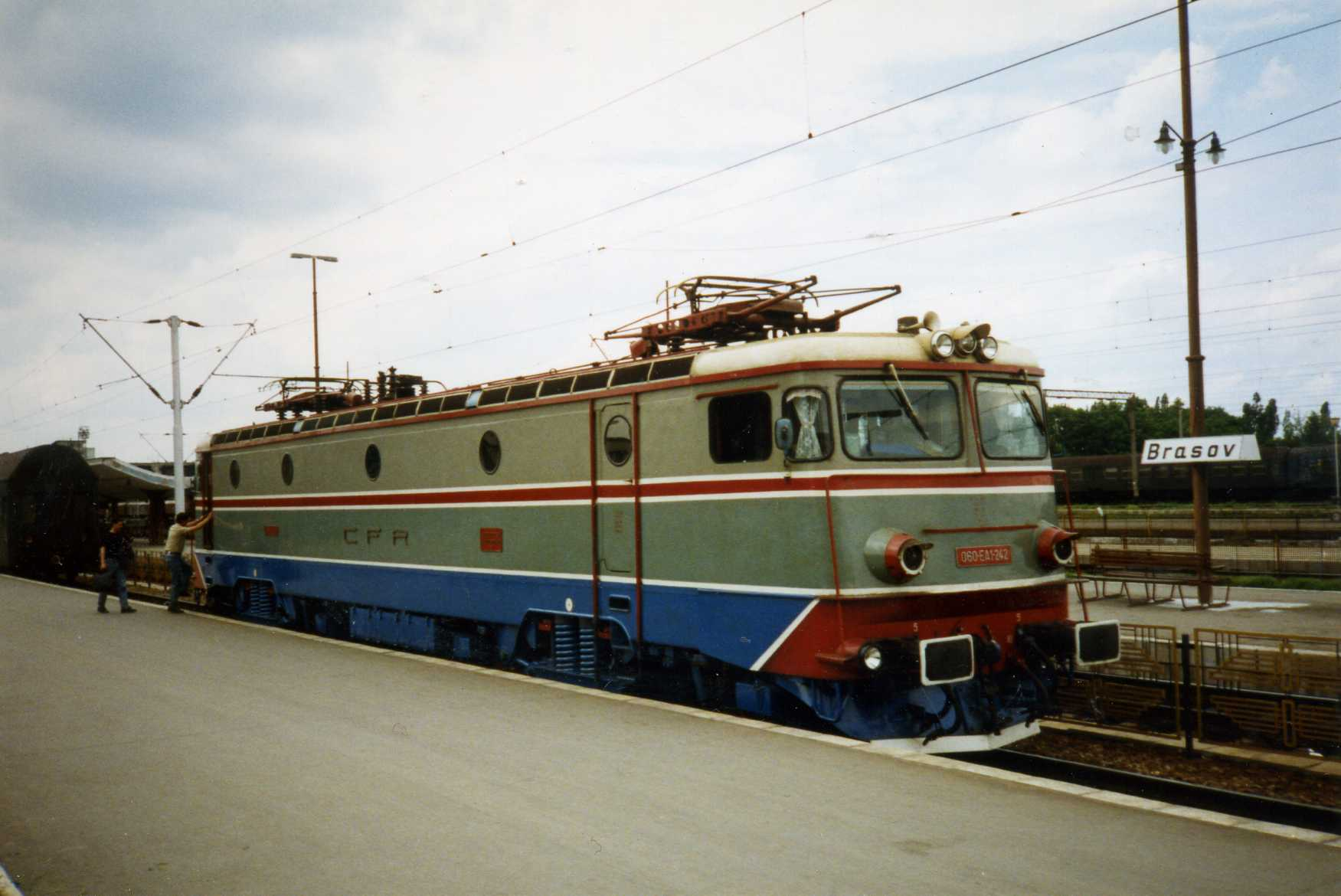
60型电力机车停靠于布拉索夫车站，1994年5月

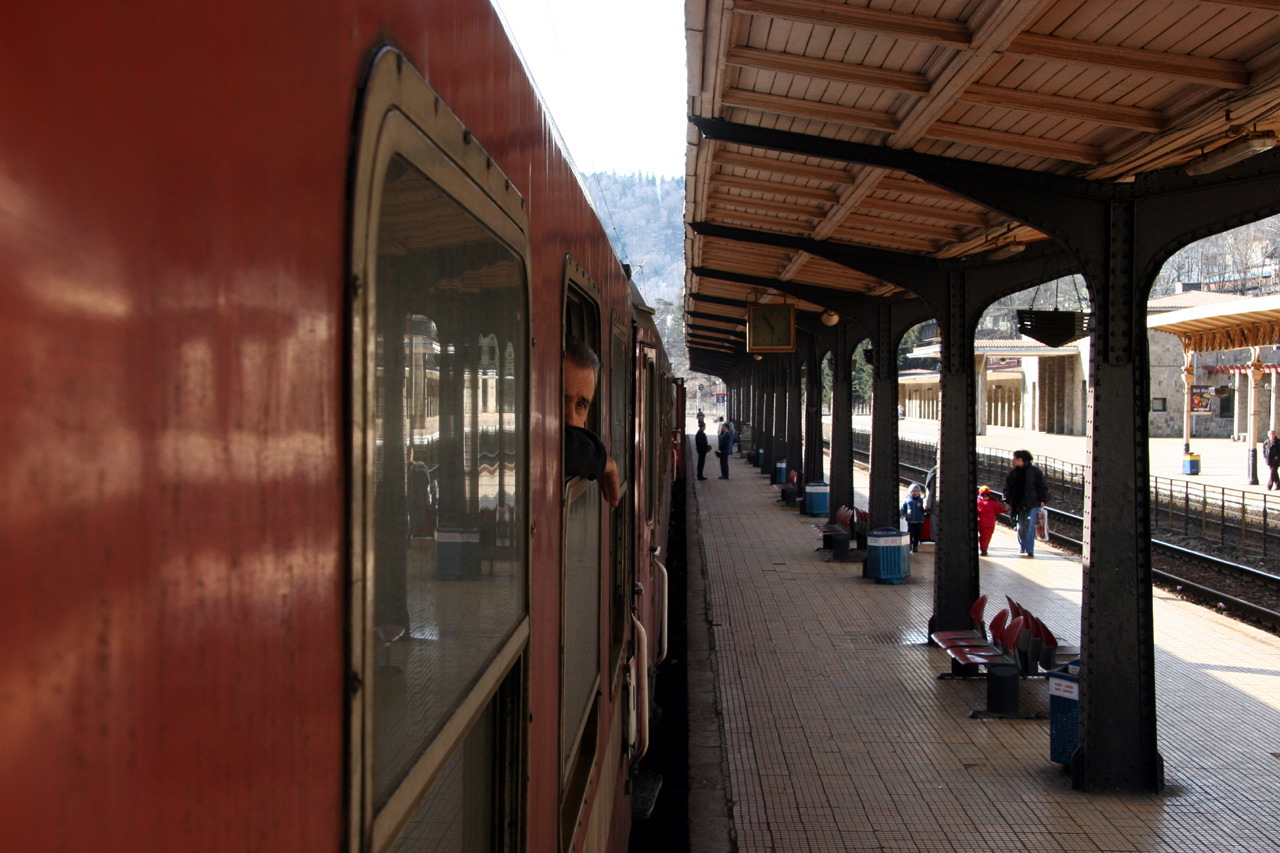
停靠于锡纳亚车站的罗马尼亚铁路客运列车

1989年罗马尼亚革命的爆发直接导致了共产主义的垮台，前任政权留下了欧洲其中一个最大、最密集和最频繁使用的铁路网络，但同时也拥有相对过时的基础设施。结合罗马尼亚在20世纪90年代因向市场经济过渡而所面临的经济下滑，导致罗马尼亚铁路进入一个相对衰落的时期。一些较少使用的线路被关闭，尤其是在乡村地区。大部分在1970年代所添置的铁路车辆，也开始进入失修期。由于陈旧的列车、恶劣的服务和混乱的管理，罗马尼亚铁路的形象无论是在国内或国外都受损巨大。这种情况一直持续到1998年。
1998年，罗马尼亚国家铁路局（Societatea Naţională a Căilor Ferate Române）为提高运行效率而分拆为罗马尼亚铁路客运、罗马尼亚铁路货运、罗马尼亚铁路基建及铁路观光协会共4家公司，并更名为罗马尼亚国家铁路股份公司（Compania Națională de Căi Ferate "CFR" SA）。2002年又成立了第5家自主经营的子公司：铁路资讯协会。改革完成后，罗马尼亚铁路的经济形势自2000年以来得到了显著的改善，并成为罗马尼亚经济增长和公共投资的主要推动力量，得以再度成为该地区最成功的铁路运营商之一。降低成本、优化设施和提升运力等措施的落实使罗马尼亚铁路的财政在连续出现赤字后于2007年回复收支平衡，甚至获得440万欧元的盈利。但现代化进程及追求盈利能力也使其员工付出了沉重的代价，在1990年底罗马尼亚铁路的员工数量稳定在45000人左右，而自21世纪初以来，已有超过26500名员工下岗。在罗马尼亚加入欧盟的同年，罗马尼亚铁路CEO康斯坦丁·阿西尼亚（Constantin Axinia）承诺将利用欧盟拨款继续对基础设施及装备进行现代化改造。
自1989年以来，一些小的支线铁路已经关闭，尤其是那些工业专用线及窄轨铁路。这主要是由于受到私营巴士服务的激烈竞争，以及这些线路的乘客人数普遍偏低而造成的结果。例如从圖爾達至阿布鲁德的窄轨铁路，因其93公里的铁路线行车时间却需6个半小时（罗马尼亚铁路1988年时刻表），便无法与私家车或巴士竞争。而一些被认为迫切需要关闭的线路，特别是蒂米什縣的支线铁路，它已严重老化、使用率极低、并于2005年遭到洪水的严重破坏，但它似乎却被保留了下来，如今正由私营运营商经营。自1990年以来，罗马尼亚铁路已撤销了1000至1500公里铁路的控制权，少数已完全关闭，这主要集中在乡村地区。但就整体而言，罗马尼亚的铁路实际关闭已经比其它的前共产主义集团国家（如匈牙利和德国东部）要温和得多，确切来说其“关闭”的数据还包括已转由私人经营、并继续运作的铁路。一些准轨的线路实际上已重新开放，一些窄轨铁路也被铁路观光协会重新开放用作旅游用途，但都仅是偶尔运行，大约每个月两次。所有的森林铁路在1989年后仍在运作但已实行私有化并将运营权售出。一些森林铁路，例如瓦瑟河谷观光铁路，已发展成为重要的旅游景点。

### 现代化

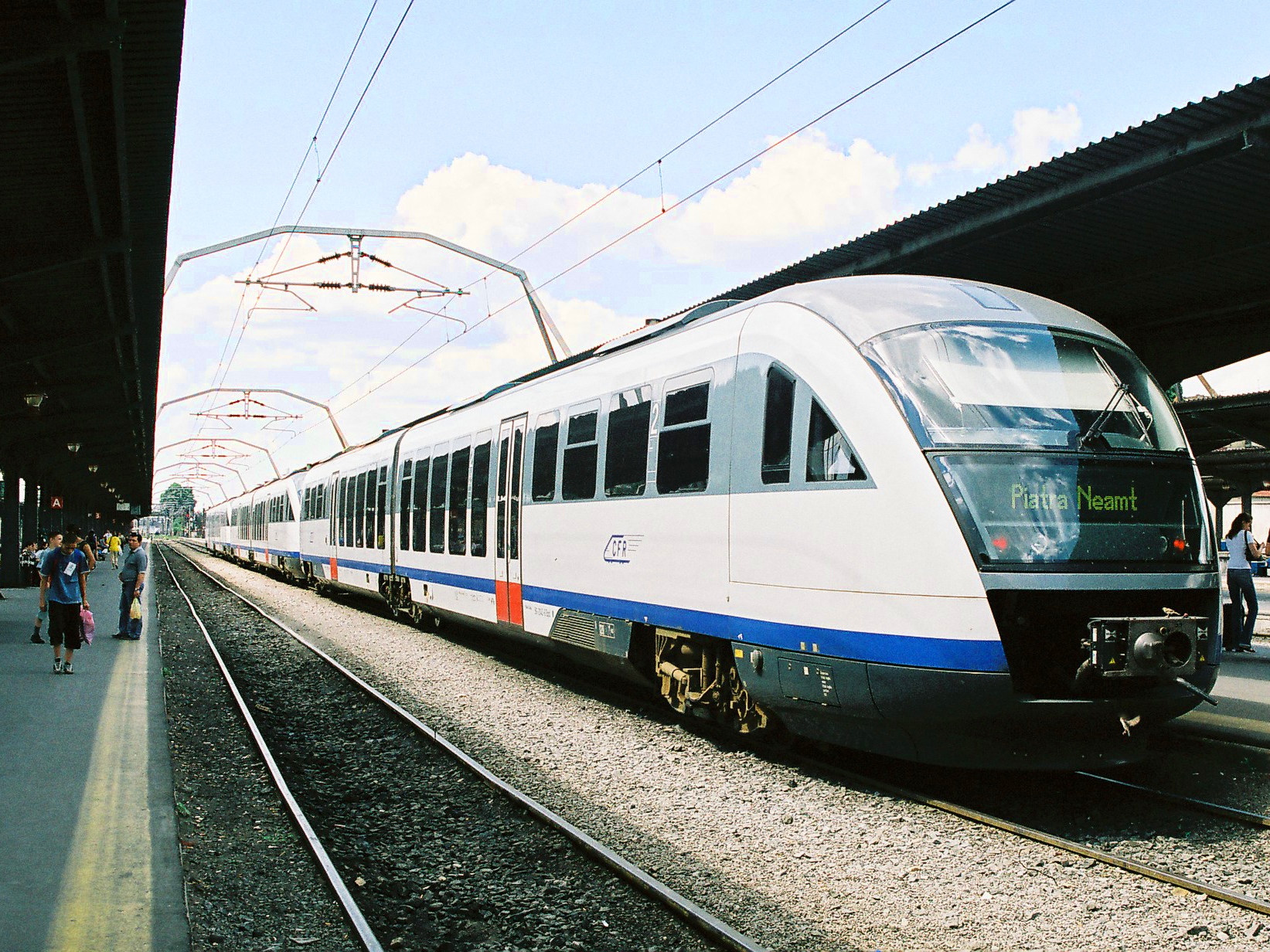
由西门子制造的96型列车（Desiro）停靠于布加勒斯特北站

21世纪初，罗马尼亚铁路开展了全面的现代化计划，以提升长期受到列车残旧、服务差等劣评困扰的企业形象。现代化的第一阶段包括翻新大量的快速城际铁路运营车辆，并拓展常用的城际列车服务，形成一个罗马尼亚范围内的快速网络。
为巩固罗马尼亚城际列车网络的发展，罗马尼亚铁路于2003年初购置了一些新的西门子Desiro列车，其中部分在阿拉德组装。该车被冠以“蓝箭（Săgeata Albastră）”的绰号，主要投入中短距离的加速列车、快速列车和城际列车等类别的服务。Desiro列车因此也成为罗马尼亚铁路现代化的标志，尽管有批评认为罗马尼亚铁路不应将这款柴联车运用于干线快速服务，因其主要是为短距离的通勤铁路而设计，存在座位舒适度欠佳、速度慢、隔音效果差等问题。罗马尼亚铁路亦对此作出回应，自2004年底起新引入的Desiro列车拥有更好的隔音设备，并将110个座位设置缩减为70个，从而增加了座位宽度和间距。时至今日，罗马尼亚铁路仍将Desiro列车主要应用在中等距离的线路上，即便其在一些长途线路中已经取代了经过翻新的机车车辆。
除了Desiro外，罗马尼亚铁路在此后的几年中还购买了80节新软卧车、硬卧车、城际列车以及双层车等车厢，以满足加速列车和快速列车不断增长的乘客量。罗马尼亚铁路新型的软卧车是当前欧洲最具现代化的，其每个包厢中均提供独立空调、LCD屏幕和时尚的淋浴设备。此外，罗马尼亚铁路还购买或翻新了一些机车类别，包括此前广泛应用的40型和41型电力机车。
尽管罗马尼亚铁路的服务水平在近十年中显著提高，但其票务及预订系统仍十分陈旧，仍广泛使用纸质车票而非电子票。为此罗马尼亚铁路现代化计划的另一部分是“XSELL”系统，旨在建立一个罗马尼亚范围内的电子票务系统。XSELL系统于2004年11月开始在布加勒斯特北站推出，现在已几乎被罗马尼亚所有主要的铁路车站所使用。
2003年，罗马尼亚移动电话运营商罗马尼亚康涅克斯（Connex GSM Romania，现沃达丰）与罗马尼亚铁路达成了一项协议，将为罗马尼亚铁路的时刻表和订票系统提供快速移动服务。手机用户只需致电一个3位数（652）的24小时服务热线，即可获得有关由布加勒斯特北站出发的列车线路、时刻表、出发站台、延误时间、价格和票务预订的实时信息。2004年初，另一家移动电话运营商奥朗日罗马尼亚（Orange Romania）也签署了类似的协议。
从2006年9月1日起，所有的罗马尼亚铁路列车上均禁止吸烟。
罗马尼亚铁路的服务在经过不断改善后，其业务策略及服务水平已达到该地区的优秀水平。然而，也有人对罗马尼亚铁路表示忧虑，因为其仍未实现稳定盈利，也缺乏持续对基础设施现代化的融资手段，特别是在当前的背景下政府更倾向于发展道路交通而缩减铁路开支。罗马尼亚铁路的中期主要目标是继续推进铁路网络及机车车辆的现代化建设，并提高目前较为适中的列车平均时速。罗马尼亚铁路所启动的主要基建项目是2006年4月动工的布加勒斯特-康斯坦察铁路升级改造工程，以提高该线的运输能力及运行速度（由140公里/小时提高至200公里/小时）。项目已于2008年中期完工。

### 部分私有化
虽然铁路客运服务并非由罗马尼亚国家垄断，但罗马尼亚铁路仍是提供此类服务的唯一运营商。无论如何，在2011年罗马尼亚铁路重组后，大约15%的罗马尼亚铁路轨道已租赁给私人公司，这些大部分是非互通性的线路。其主要的运营商有雷吉奥纳尔（Regional）、奥维亚运输集团（Transferoviar Grup）、雷吉奥跨越、舍夫全斯投资公司（Servtransinvest）等。私人公司在这些线路上几乎垄断了使用权，并且不允许罗马尼亚铁路的列车运行。除了罗马尼亚铁路客运，还有12家其它公司也在非互通性的线路中提供地方客运服务，这部分线路的长度超过40公里。在货物运输方面，共有28家私营公司通过向罗马尼亚铁路租赁铁路的使用权，用自己的机车在干线铁路中经营货运服务。
截至2011年10月，罗马尼亚交通部正计划对罗马尼亚铁路货运进行私有化。

## 铁路网络
罗马尼亚铁路共经营有11380公里的铁路网络，其中1435毫米的准轨铁路里程为11241公里，窄轨铁路（米轨）里程为78公里；1520毫米的宽轨铁路里程为61公里，它们可连接前苏联加盟共和国摩尔多瓦和乌克兰的铁路网络。罗马尼亚铁路的密度略低于欧盟平均水平，其每1000平方公里的铁路里程为46.3公里，而欧盟平均水平在同等基数下的铁路里程为51公里。电气化铁路里程为3971公里，采用25千伏50赫兹工频交流电，电气化比例为35.8%（欧洲平均水平为48%）。复线铁路里程为2965公里，复线比例为26.9%（欧洲平均水平为41%）。
罗马尼亚铁路在共产主义垮台后的经济转型过程中遭受了重大的经济危机，铁路运量持续下滑直至2000年。此后，得益于持续的现代化改造政策，铁路运量已开始持续稳定的增长。2005年，铁路客运量已达到9943.4万人次及86亿人公里；铁路货运量则为7273.8万吨及170.22亿吨公里（占全国货运总量的28%）。
罗马尼亚铁路网络主要由9条主要的干线组成（结构性的干线线路辅以环绕周边的支线铁路）。
| 编号 | 主要城市                                                                                  | 长度    | 支线 | 线路图 |  |
| ---- | ----------------------------------------------------------------------------------------- | ------- | --- | ------ |  |
|      |                                                                                           |         | |        |  |
| 200  | 布拉索夫 - 锡比乌 - 下温楚 - 錫梅里亞 - 阿拉德 - 庫爾蒂奇                                 | 500公里 | 200A 201 202 203 205 206 207 208 210 212 213 214 215 216 217 218 219 221                                    |        |  |
|      |                                                                                           |         | |        |  |
| 300  | 布加勒斯特（北站）- 布拉索夫 - 锡吉什瓦拉 - 泰尤什 - 勒兹博耶尼 - 克卢日纳波卡 - 奥拉迪亚 | 647公里 | 302 304 306 307 308 309 310 311 313 316 317 318                                                             |        |  |
|      |                                                                                           |         | |        |  |
| 400  | 布拉索夫 - 奇切乌 - 代达 - 代日 - 巴亞馬雷 - 薩圖馬雷                                     | 560公里 | 401 402 403 404 405 406 409 412 413 417 418 421 422 423                                                     |        |  |
|      |                                                                                           |         | |        |  |
| 500  | 布加勒斯特（北站）－普洛耶什蒂（南站）－阿德茹德－帕什卡尼－蘇恰瓦－维萨尼                | 488公里 | 501 502 504 507 509 510 511 512 513 514 515 516 517 518                                                     |        |  |
|      |                                                                                           |         | |        |  |
| 600  | 弗烏雷伊－泰庫奇－伯尔拉德－阿尔贝什蒂－瓦斯盧伊－雅西－乌盖尼                            | 395公里 | 603 604 605 606 607 608                                                                                     |        |  |
|      |                                                                                           |         | |        |  |
| 700  | 布加勒斯特（北站）－乌尔济切尼－弗烏雷伊－布勒伊拉－加拉茨                                | 229公里 | 701 702 703 704                                                                                             |        |  |
|      |                                                                                           |         | |        |  |
| 800  | 布加勒斯特（北站）－丘尔尼察－費泰什蒂－梅吉迪亞－康斯坦察－曼加利亞                      | 225公里 | 801 802 803 804                                                                                             |        |  |
|      |                                                                                           |         | |        |  |
| 900  | 布加勒斯特（北站）－克拉約瓦－菲利亞希－卡蘭塞貝什－蒂米什瓦拉（北站）                    | 533公里 | 901 902 903 904 905 906 907 908 909 910 912 913 914 915 916 917 918 919 920 921 922 923 924 925 926 927 928 |        |  |
|      |                                                                                           |         | |        |  |
| 1000 | 布加勒斯特（北站）－普洛耶什蒂（南站）－普洛耶什蒂（西站）                                | 59公里  | |        |  |

## 客运

罗马尼亚铁路客运标志

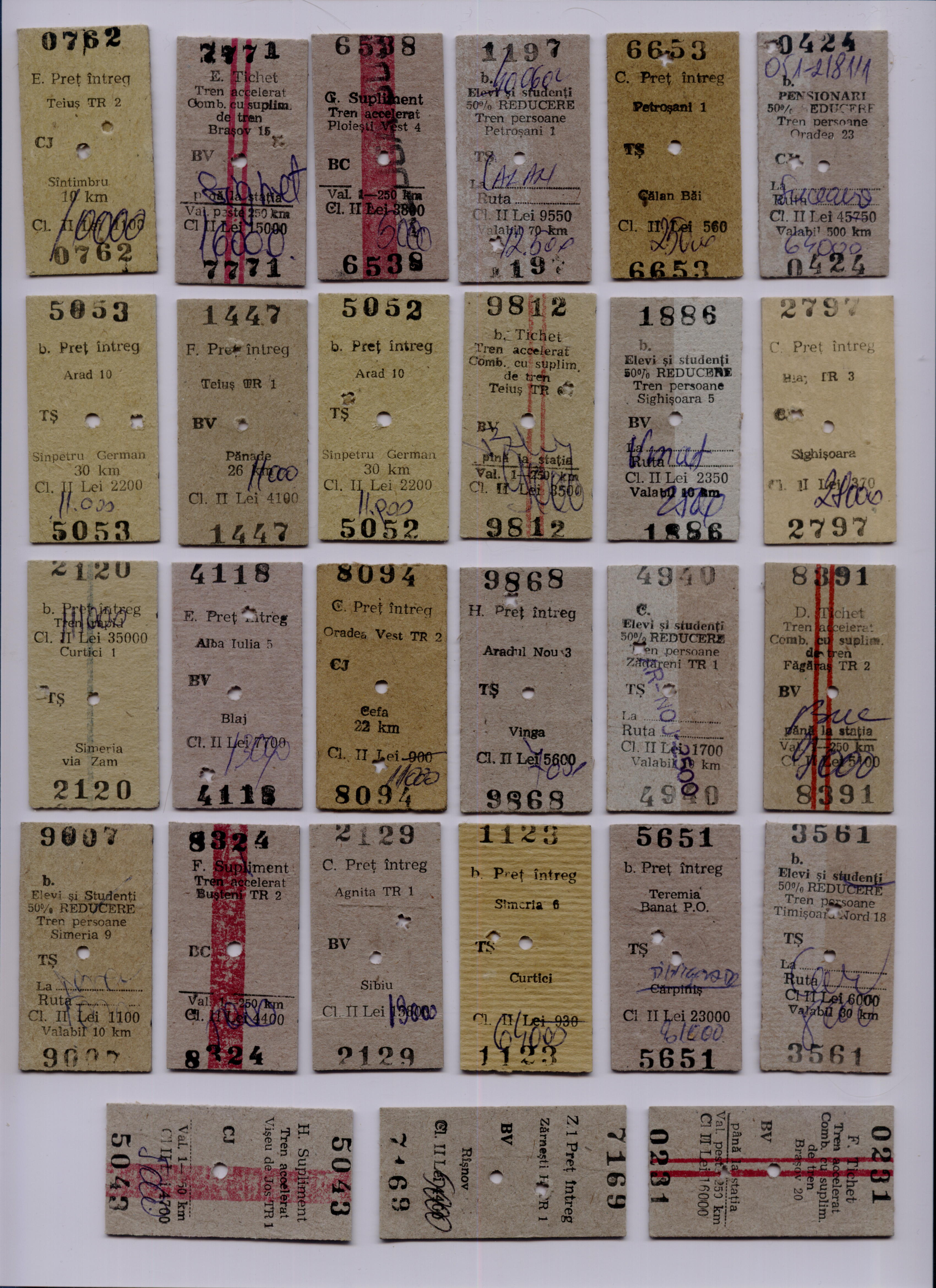
羅馬尼亞鐵路的埃德蒙森式鐵路車票

罗马尼亚铁路客运是罗马尼亚铁路的客运服务部门，提供机车或车辆在国内外运营6种类别的列车服务。同时，罗马尼亚铁路也以自己的机车运营在罗马尼亚境内的国际列车。列车类别根据车型及运行速度的差异而定。在2010年，约有5800万人次通过该公司出行。另有1000万人次则首选私人公司经营的支线铁路。
罗马尼亚铁路列车类别包括：
- 区域列车（Regio）：车次使用范围为2000～9999
- 区际列车（InterRegio）：车次使用范围为200～499，600～999，1000～1999及10000～14999
- 城际列车（InterCity）：车次使用范围为500～599
- 欧城列车（EuroCity）：车次使用范围为500～599
- 欧洲夜车（EuroNight）：车次使用范围为500～599
- 特别列车（Special）：在风景线路上使用古典机车车辆的旅游列车，车次使用范围为S1～S9

除了这6种列车类别外，罗马尼亚铁路所经营的夜间列车可以适用任何列车类别（通常是区际列车、城际列车或欧洲夜车）。货运列车由罗马尼亚铁路货运经营，采取不同的车次编号方式。2011年12月11日，罗马尼亚运输部于根据不同的服务，将国内铁路客运列车整合为3个主要的列车类别：城际列车、区际列车和区域列车。在2011年-2012年的列车时刻表中，将开行国际列车70对，其中40对为区际列车，3对为区域列车以及26对为城际/欧城列车；开行国内列车1336对，其中城际列车28对、区际列车198对以及区域列车1110对。这些客运列车全由罗马尼亚铁路提供运营。私人运营商也已投入服务，每天开行数以百计的列车。罗马尼亚全境每日开行的客运列车总数约为2000班。

### 区域列车

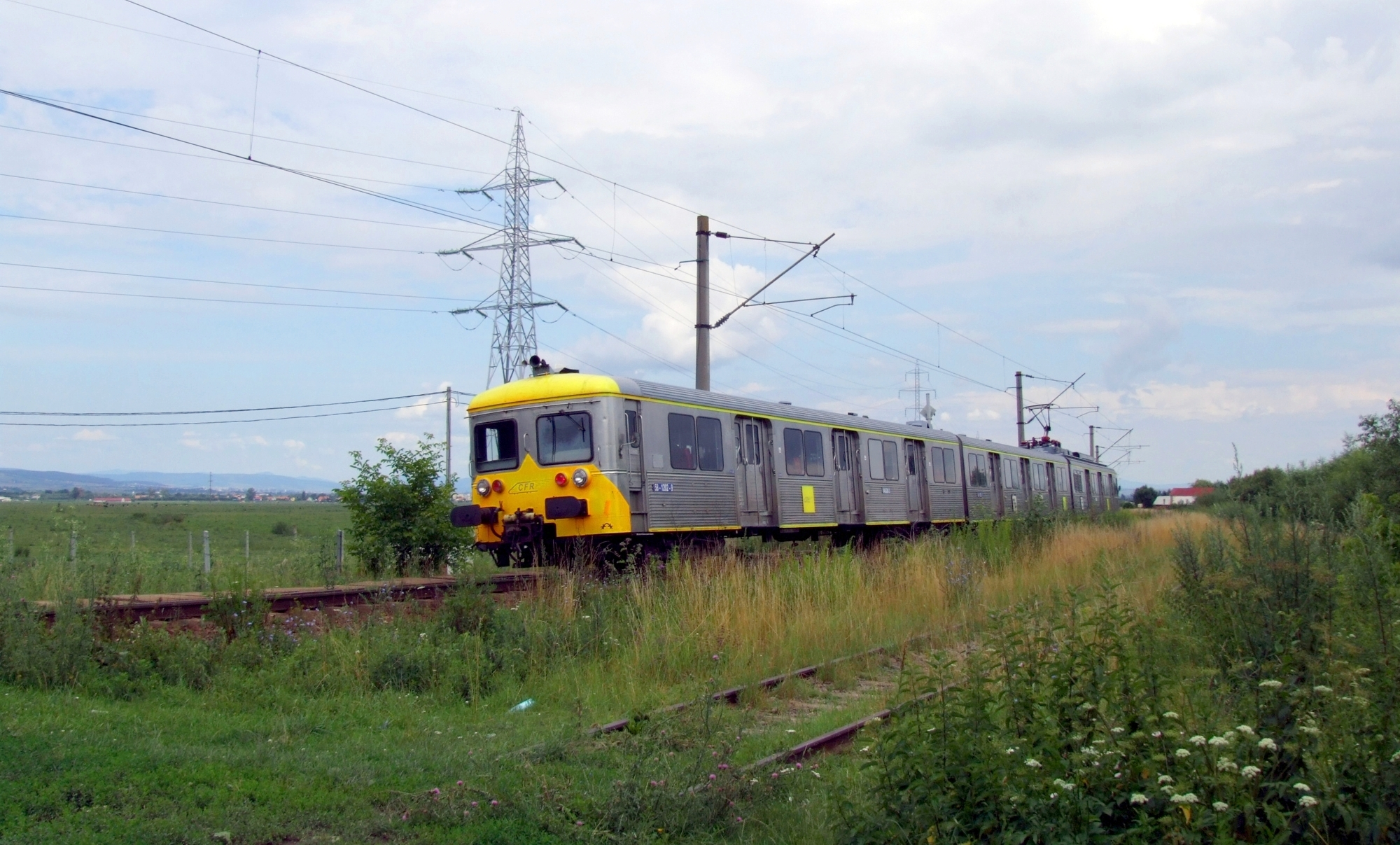
由泰尤什开往布拉索夫的区域列车

区域列车，原称普通列车（Personal，至2011年12月），也被称为通勤列车，是罗马尼亚铁路客运网络中最为丰富的列车类别。它们被用于两个主要的用途：作为穿梭或通勤列车连接城镇及周边村落，以及邻近城市间的相互连接。区域列车通常拥有最低的平均时速（34.3公里/小时）和最不舒适的机车车辆（一般是最旧的），其拥挤、缓慢和不整洁的特点正在逐渐改善。区域列车主要是在地方线路中运行，并且在每站都停靠。这一类型列车的票价是最低廉的，由于不设附加费，乘客只需根据距离支付基本费用。其座位可提前预定。
区域列车所使用的机车车辆也存在着较大差异。连接邻近城市间的线路（如布加勒斯特-皮特什蒂）其所使用的机车车辆品质远远好于连接城镇和乡间的线路（如蒂米什瓦拉-贝尔佐维亚）。区域列车的机车车辆主要由单层或双层的开放式座车组成，一些通往乡村的线路不提供一等车厢。而从2007年起，所有的区域列车均只设二等车厢。大部分的区域列车于1970年代和1980年代制造，均采取蓝色涂装。而在布科維納地区一些极短的线路中，则仍在使用1940年代至1950年代制造的车辆，只是对其进行了公交座椅及操作系统的改装。罗马尼亚铁路已对一系列的双层区域列车车厢进行翻新，自2003年以来经过翻新的车厢仍采用原有的涂装，但已更为整洁，尽管它们仍大部分使用旧的配件。一些线路（如锡比乌-克拉约瓦）已开始使用西门子Desiro列车或其它一些现代化的电联车运营。
新兴的私人运营商也在其主要的列车服务中使用区域列车的类别。

### 区际列车

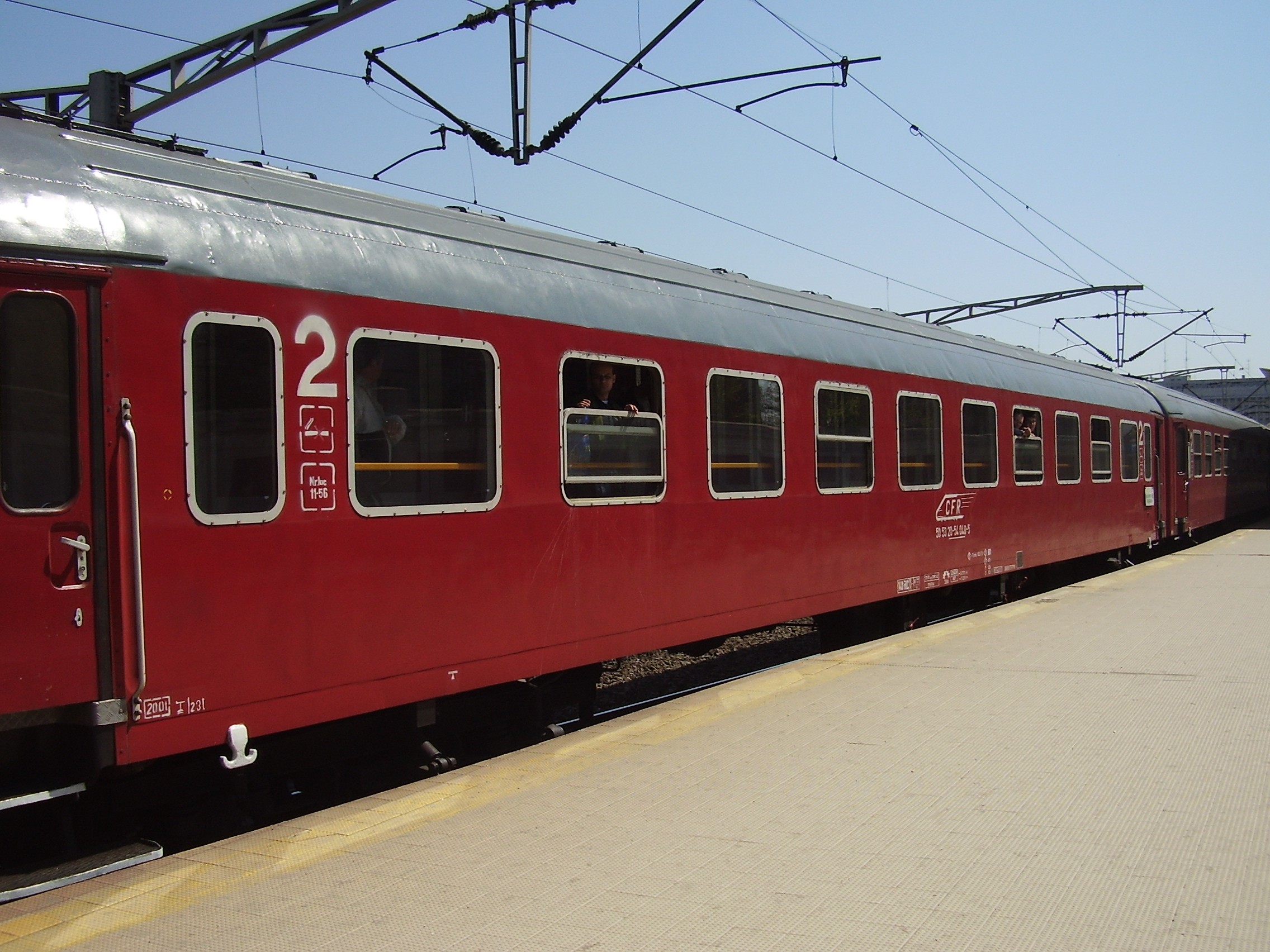
应用于区际列车的20-54型车厢

区际列车类别于2011年12月设立，它由原加速列车（Accelerat）和快速列车（Rapid）类别合并而来，主要用于中长距离的服务，并仅在城镇或城市车站停靠。区际列车比区域列车拥有更高的运行速度及价格，除了基本费用外，还需同时支付附加费。一些区际列车的服务还需要提前预订。区际列车也被应用于跨区域间的长途线路（如蒂米什瓦拉-布加勒斯特）。尽管运行距离较长，区际列车往往会在每一个途经城市中停靠（即便其绕过村庄），因此广受欢迎，但这一类别很少会在两座大城市之间作快速运行。
区际列车的车辆主要由单、双层车厢组成，外观采取蓝色涂装和纯白色横条纹，或采用新的红色系列涂装。单层车厢均为廊式客车，旧车型中二等车厢的每个隔间设有8个席位、一等车厢每个隔间的席位数则为6个；而新造的车型中每个隔间设有6个席位，且不分等级。双层车厢为开放式座车，每排有4个席位。自2005年起，罗马尼亚铁路推出了一款新的双层车厢，用于中等距离、高使用率的线路，例如布加勒斯特-普雷代亞爾的区际列车服务。西门子Desiro车组也已经在特兰西瓦尼亚和摩尔达维亚等地区的中等距离区际列车线路中投入使用。长距离的区际列车通常会加挂硬卧及软卧车厢以适应漫长的旅途。这些列车从不加挂餐车。截至2010年的时刻表，许多短途和中等距离的线路均使用了现代化的双层列车或西门子Desiro列车。一些长距离的线路则仍在使用经过翻新的原快速列车车底。区际列车有时也会由于在长距离的旅途中频繁停站而造成过度拥挤和肮脏的现象。

### 城际列车

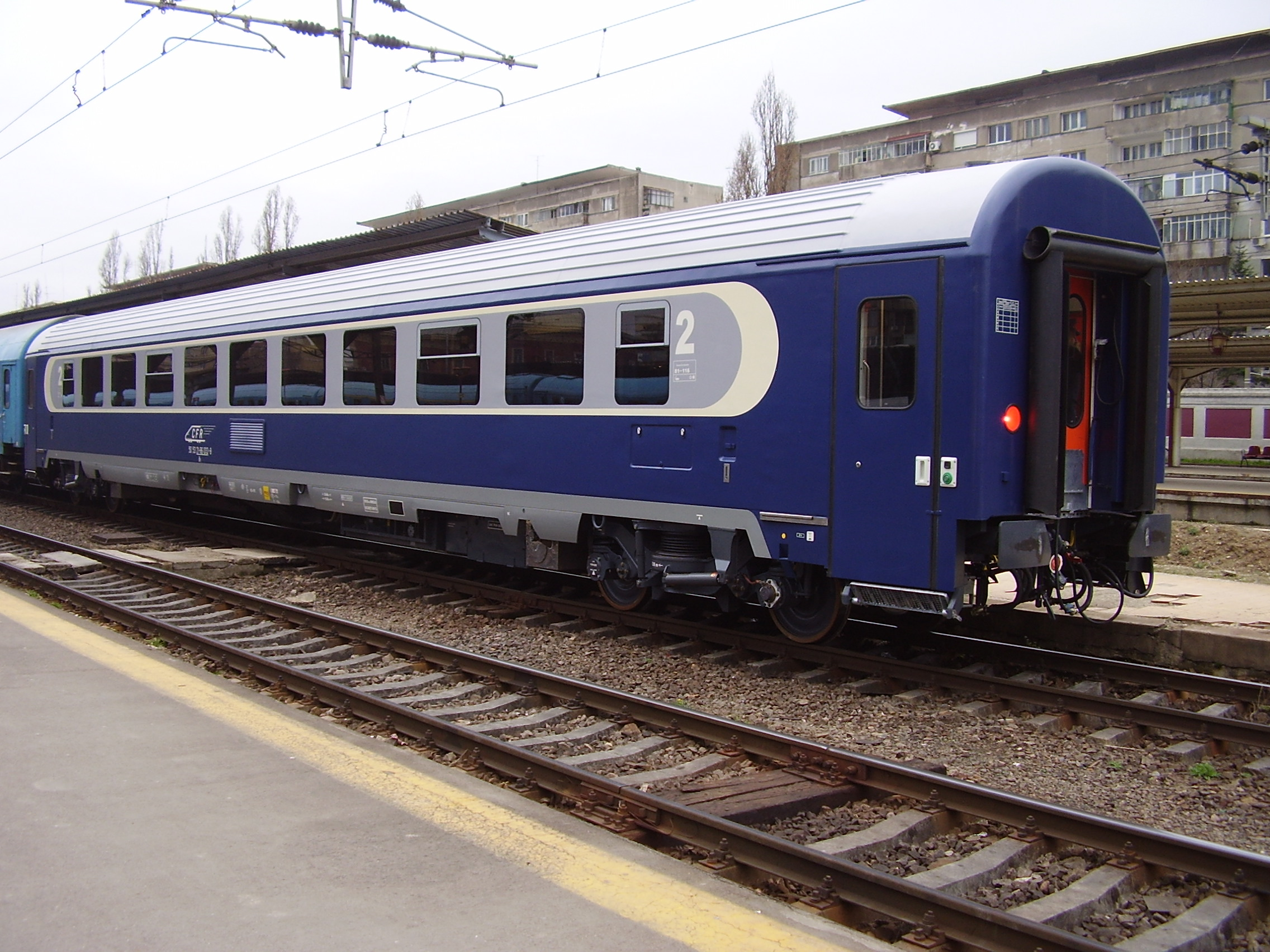
用于区际列车或城际列车的21-86型车厢

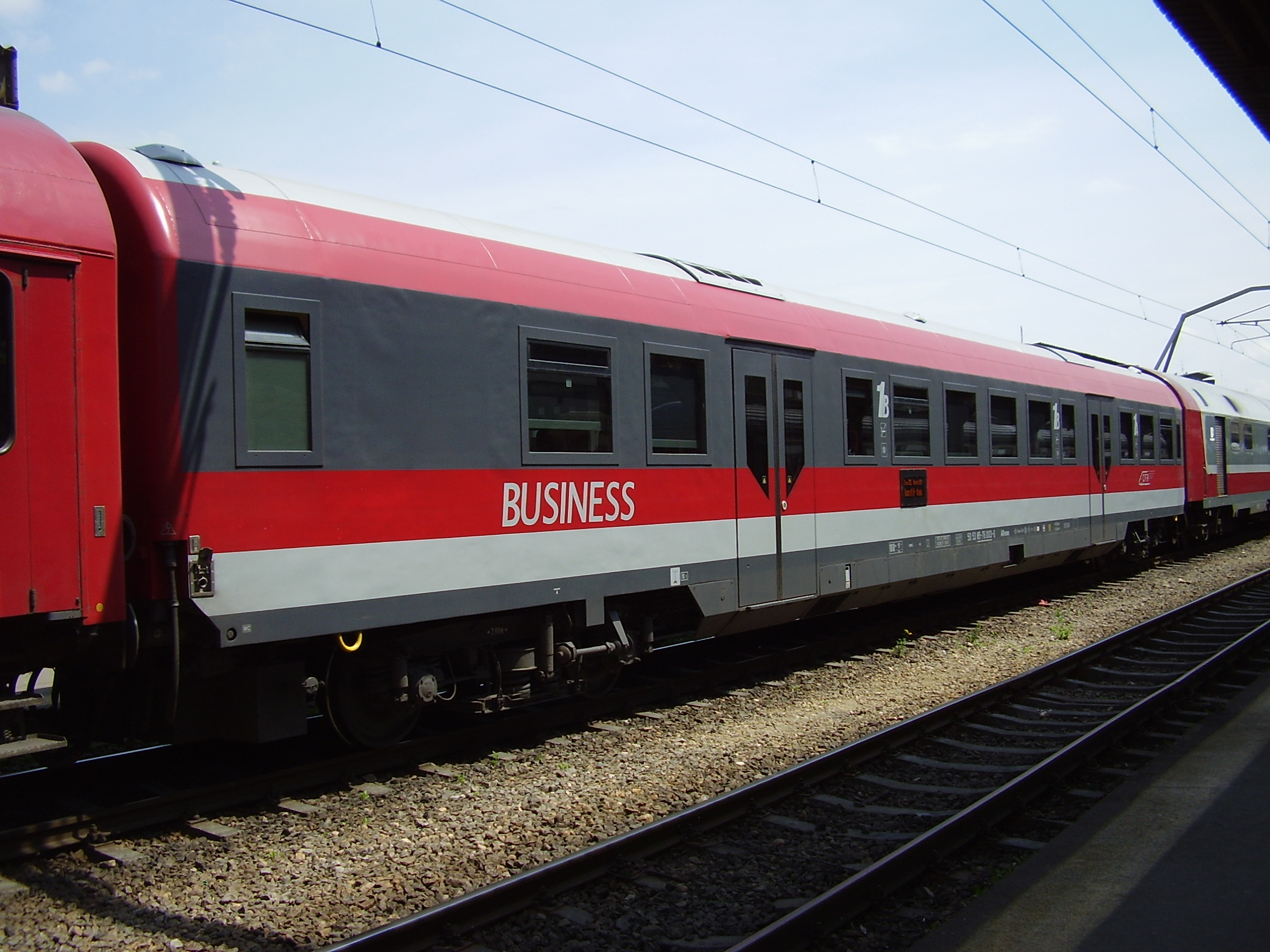
城际列车的商务座车厢

城际列车是罗马尼亚铁路最高等级的列车类别，用作各主要城市间的白天快速穿梭服务，例如从布加勒斯特至黑海沿岸或喀尔巴阡山脉的度假胜地锡纳亚及普雷代亚尔。城际列车通常仅在人口超过10万居民的大型城市停靠。其运行速度是在所有列车类别中最快的，在2004年录得的平均时速为87公里/小时，并使用最现代化和最舒适的机车车辆，提供可与其它欧洲运营商相媲美的卓越服务。基于此原因，城际列车的价格包含了一个明显的附加费。然而，事实上城际列车服务只是比区际列车略高，它已成为深受旅游者及商务人士欢迎的列车类别。
城际列车主要使用两种类型的铁路车辆：标准型（或称经典型）和Desiro型。标准型的城际列车使用全新或翻新（所有城际列车车厢均于1995年后制造）的专用车厢，提供空调、电源接口和长毛绒扶手椅等设施，并在一等车厢额外提供报刊、免费膳食和类似航空头等舱的服务。这些列车一般具有高水准的舒适、清洁和服务声誉。城际列车的标准涂装通常是灰色和红色。尽管近期开始逐渐取消对包间的翻新工程，但大多数的城际列车车厢仍为包厢座车。
在高客流量及国际间的城际列车服务中，例如布加勒斯特-康斯坦察线路中，使用了由罗马尼亚制造的AVA-200型（Astra AVA-200）车厢，其最高速度可达200公里/小时，是罗马尼亚铁路车队中最为舒适的车辆。事实上，根据罗马尼亚铁路杂志的报道，布加勒斯特－维也纳的城际列车在2003年由罗马尼亚铁路车辆转换为奥地利联邦铁路车辆运营时，曾造成相当大的品质下降而导致众多投诉，不得不再度恢复由罗马尼亚铁路车辆运营。
自2006年12月起，罗马尼亚铁路还在一些特定的城际列车线路（布加勒斯特北站-蒂米什瓦拉北站、布加勒斯特北站-奥拉迪亚）上提供商务座，使用经过翻新改造的车厢，并提供两种车厢类型：标准型和标准高级型。这些车厢提供皮革或织布扶手椅、每个座位的独立显示屏、配备耳机的4声道音响系统、无线网络连接、吧台、空调，以及供残疾人使用的升降机。
Desiro型作为柴油动车组，采用蓝白相间涂装，主要用于短距离的城际列车服务，通常中途只有1个或2个停站（例如锡比乌-布拉索夫）。它们也可用于非电气化铁路，例如布加勒斯特经乌尔济切尼至加拉茨的线路。截至2009年12月，城际列车主要在以下线路中运营：
| 线路                                         | 车辆   | 车辆     |
| 线路                                         | 经典型 | Desiro型 |
| -------------------------------------------- | ------ | -------- |
| 布加勒斯特－雅西                             | 是     |          |
| 布加勒斯特－巴克烏－蘇恰瓦                   | 是     |          |
| 布加勒斯特－普洛耶什蒂－布拉索夫             | 是     |          |
| 布加勒斯特－布勒伊拉－加拉茨                 | 是     |          |
| 布加勒斯特－皮特什蒂－克拉約瓦               |        | 是       |
| 布加勒斯特－康斯坦察－曼加利亞               | 是     |          |
| 布加勒斯特－圖爾恰                           |        | 是       |
| 布加勒斯特－布拉索夫－阿爾巴尤利亞－阿拉德   | 是     |          |
| 布加勒斯特－布拉索夫－克卢日纳波卡－奥拉迪亚 | 是     |          |
| 布加勒斯特－克拉约瓦－蒂米什瓦拉             | 是     |          |
| 奥拉迪亚－布拉索夫－普洛耶什蒂－康斯坦察     | 是     |          |
| 布加勒斯特－布拉索夫－特尔古穆列什           | 是     |          |
| 蒂米什瓦拉－阿拉德－奥拉迪亚－克卢日纳波卡   |        | 是       |
| 克卢日纳波卡－阿爾巴尤利亞－锡比乌           | 是     | 是       |
| 克卢日纳波卡－巴亞馬雷－薩圖馬雷             |        | 是       |
| 锡比乌－勒姆尼庫沃爾恰－克拉约瓦             |        | 是       |
| 布拉索夫－锡比乌                             |        | 是       |
| 蒂米什瓦拉－德瓦－锡比乌                     | 是     | 是       |
| 雷希察－卡蘭塞貝什－蒂米什瓦拉               |        | 是       |

在2003年初，也有一种从布加勒斯特至康斯坦察的列车类别被称为城际特快列车（InterCityExpress），但这些都已经停止使用，并转化为城际列车，同时保持了相同的机车车辆。

### 欧城列车及欧洲夜车
欧城列车与欧洲夜车通常是根据其线路的始发地和目的地，由罗马尼亚铁路与其他国家的运营商合作并共同运营的列车类别。这些列车也是泛欧交通走廊网络的组成部分。并非所有前往或经过罗马尼亚的国际列车都是欧城列车或欧洲夜车类别，多数在罗马尼亚境内运行的列车通常被归类为快速列车（即现区际列车）。目前，罗马尼亚铁路开设有两条欧洲夜车线路：一条从贝尔格莱德至布加勒斯特，另一条由布达佩斯经阿拉德至布加勒斯特。欧城列车几乎都采用舒适和现代化的车厢，但舒适程度或许不及城际列车，因其一般使用的是与区际列车相同的车辆。欧洲夜车则采用现代化的卧铺车厢，并有总体良好的安全记录。
罗马尼亚铁路为欧洲夜车或其他夜间列车服务提供许多不同类型的卧铺车厢。在国际列车中，首选的是德国车厢制造股份公司于1990年左右制造的卧铺车，因其拥有较佳的舒适性和淋浴设备，它们正在经历重要的翻以符合国际标准。此外，还有一些同样购自德国但类型较旧的二手卧铺车（WLAB33型和T2S型）也在进行现代化改造，主要用作罗马尼亚国内或与邻近国家。它们已经取代了原本在铁路合作组织国家间运行的陈旧车辆。

### 速度
罗马尼亚所有列车的车速限制为140公里/小时，尽管只有小部分城际列车和区际列车可在布加勒斯特-坎皮纳和布加勒斯特-康斯坦察的线路中达到此速度。这些线路正进行重型现代化改造工程，以使列车尽快达到160公里/小时的速度上限。所有其他列车的速度一般限制在120公里/小时内。2004年根据罗马尼亚铁路发布的平均速度（包括所有停站时间）为：
- 普通列车34.3公里/小时
- 加速列车67公里/小时
- 快速列车85公里/小时
- 城际列车87公里/小时

截至2007年，罗马尼亚境内最长的火车线路为东北部的雅西至西部的蒂米什瓦拉，它们之间开行有区际列车，运行全程需16小时。最长的城际列车线路则为奥拉迪亚-康斯坦察，运行全程需12小时。

## 货运

罗马尼亚铁路货运标志

罗马尼亚的铁路货运服务主要由罗马尼亚铁路的子公司罗马尼亚铁路货运以及其它28家私营公司运营，其中后者通过向罗马尼亚铁路基建租赁线路使用权来提供服务。罗马尼亚铁路货运的车队由987台机车组成，其中大部分是在罗马尼亚和前南斯拉夫制造。事实上，铁路货运在罗马尼亚仍维持着强劲的市场份额，一些效益改革已使罗马尼亚铁路货运有相当出色的财务表现，尽管其仍然处于亏损状态。2003年，罗马尼亚铁路货运的净亏损额为880万列伊（约合300万美元），比2002年的1.415亿列伊有了显著减少。
货运列车采取与客运列车相同的速度限制，虽然易燃、易爆、化工品、核原料及其它危险品都拥有特殊的承运规定。一些机车的物理限速可达200公里/小时，但货运列车通常会以不超过100公里/小时的速度运营。

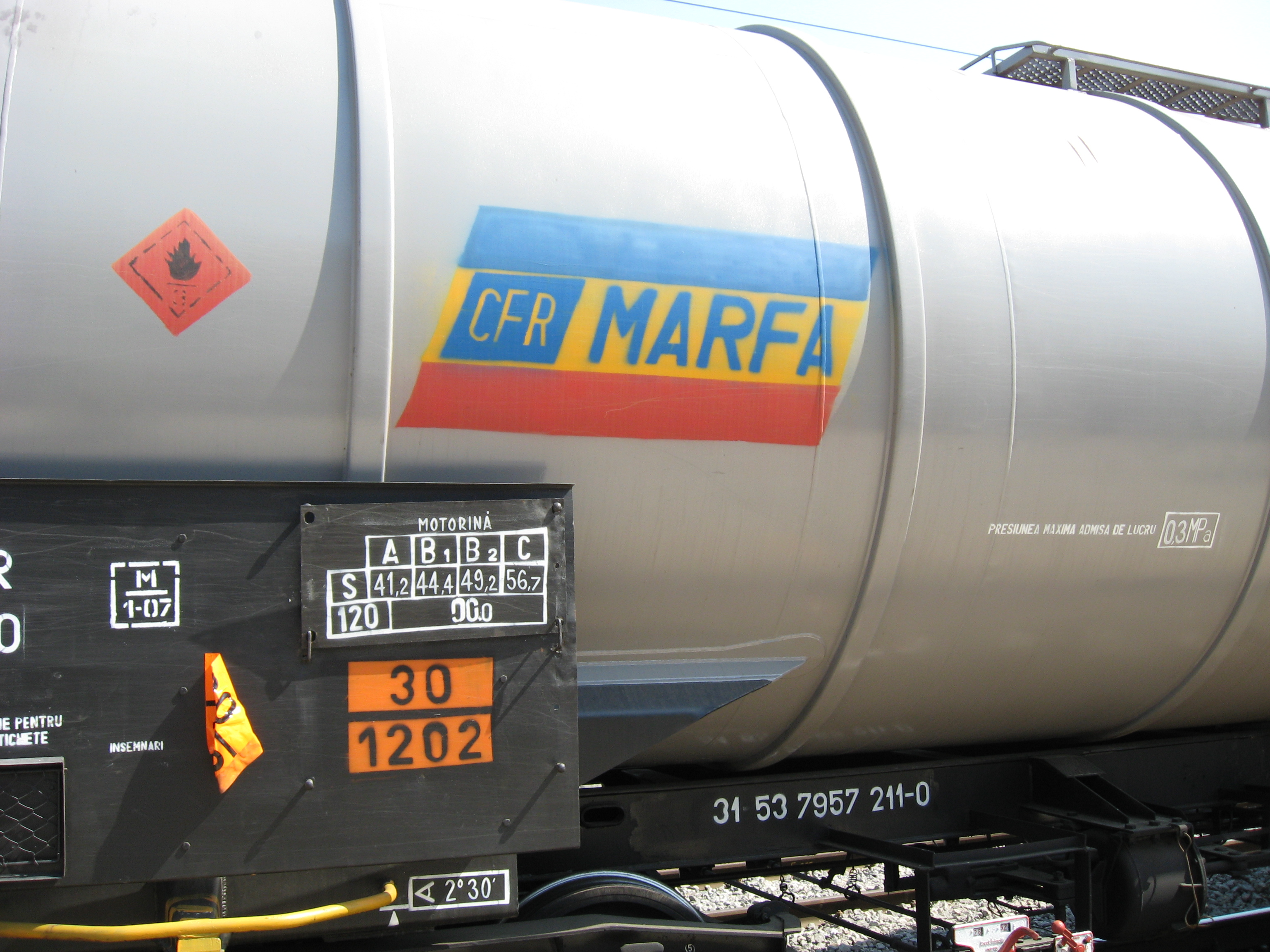
罗马尼亚铁路货运装载柴油的车厢

罗马尼亚铁路货运主要承运货品 （2004年）
| 货物类型               | %    |
| ---------------------- | ---- |
| 煤炭                   | 39.5 |
| 石油产品               | 10.9 |
| 沙石及碎石产品         | 3.8  |
| 常用金属及常用金属制品 | 12.4 |
| 水泥                   | 2.7  |
| 矿产                   | 4.0  |
| 农产品                 | 3.6  |
| 化工品                 | 4.2  |
| 其它                   | 18.9 |

## 机车车辆
罗马尼亚铁路客运及罗马尼亚铁路货运所使用的铁路机车种类包括电力机车、电力传动柴油机车、液力传动柴油机车、机械传动柴油机车。铁路观光协会则主要使用蒸汽机车（窄轨和准轨）及机械传动柴油机车。
罗马尼亚铁路下属的4家子公司均拥有自己的机车，它们通常是不可互换的，例如罗马尼亚铁路货运的机车不应被用于牵引罗马尼亚铁路客运的列车。然而在实际运用中，这个规则未能保持，并且各公司间经常通过非正式的租赁协议使用对方的机车车辆。而当遭遇紧急情况时，甚至也会使用私营公司的机车车辆（例如遭遇机破后为保证线路的畅通，会在不换挂的情况下使用附近空闲的私营机车担当牵引任务）。

### 电力机车

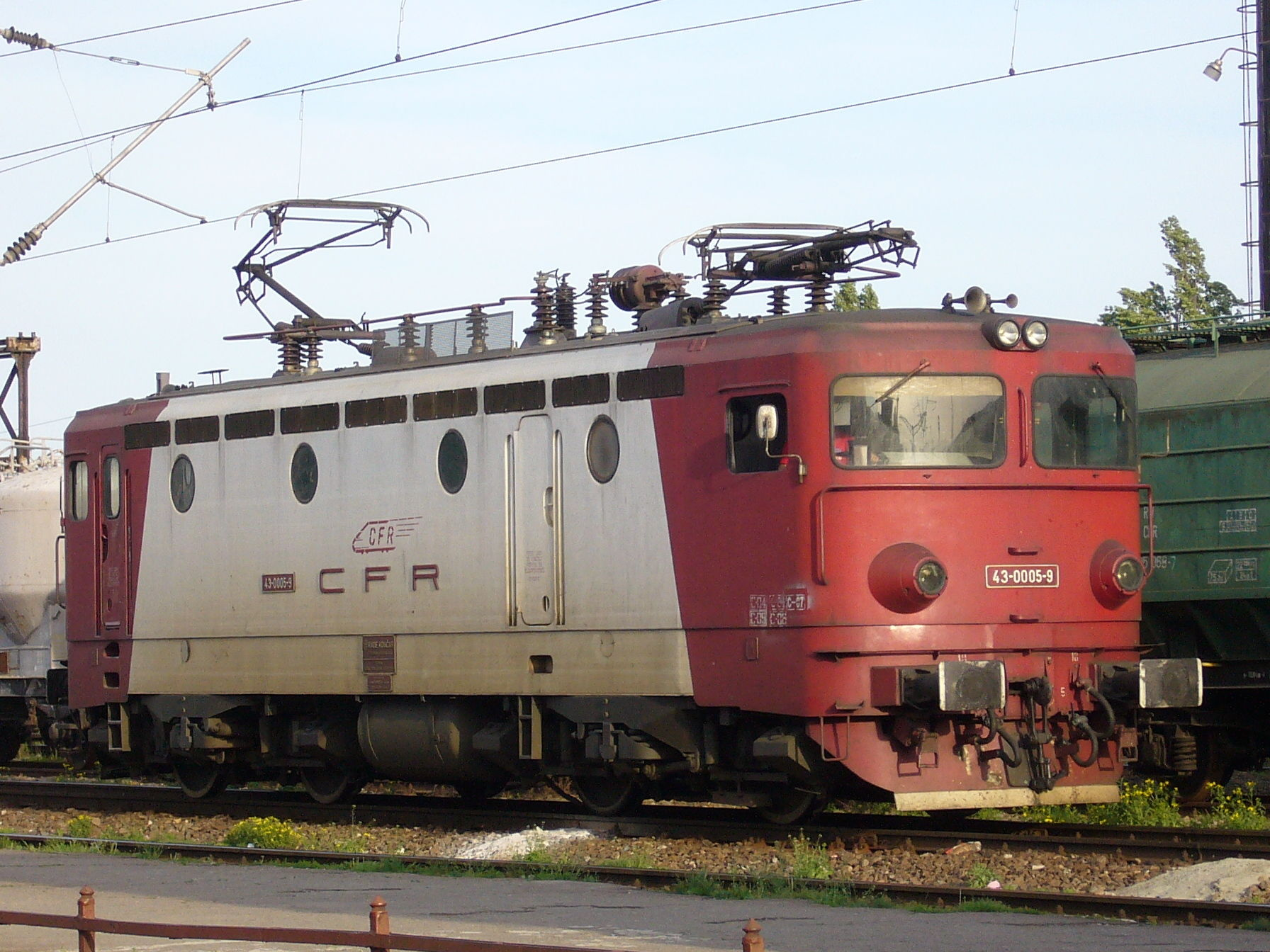
由康查尔集团制造的43型电力机车

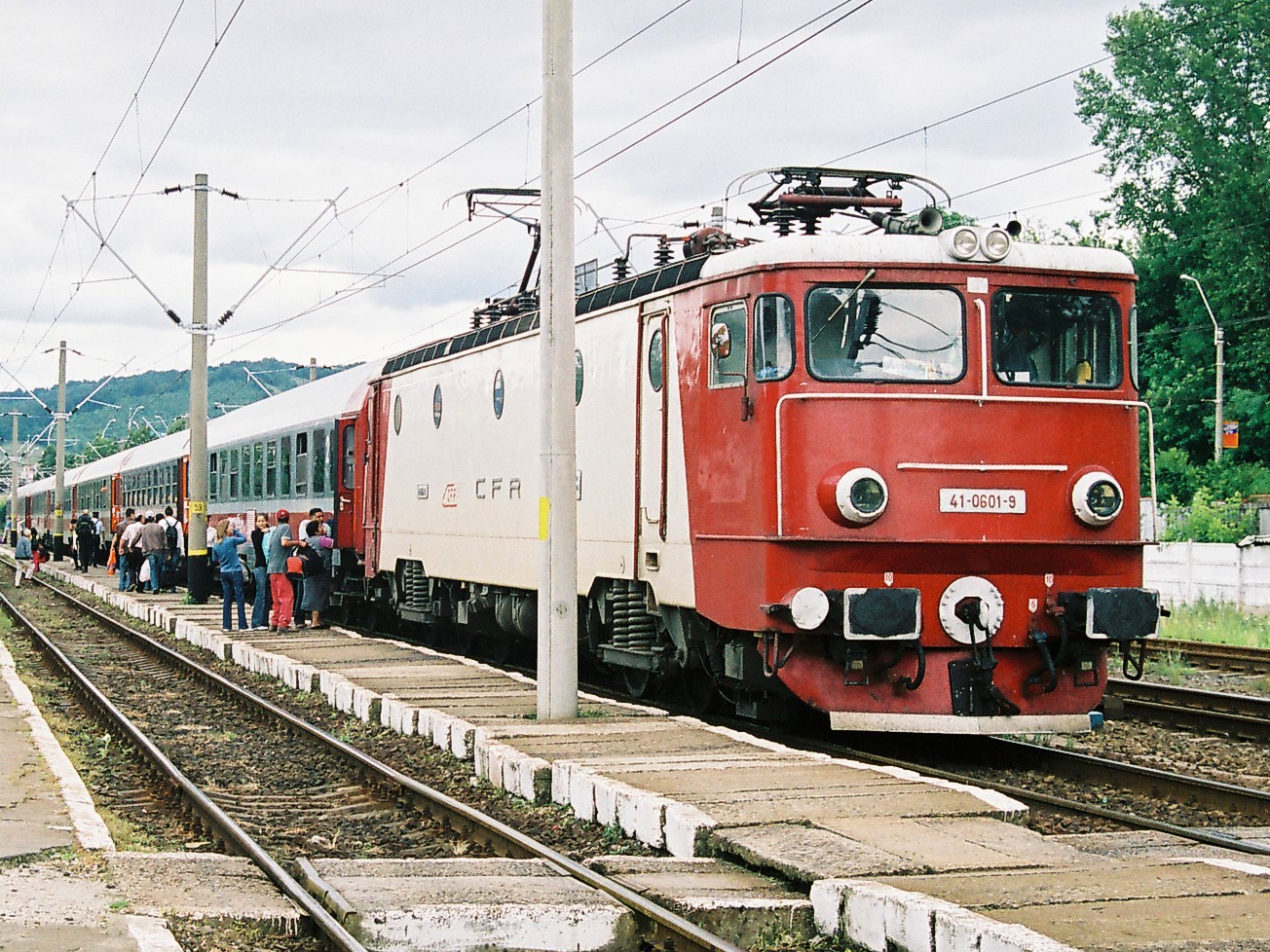
由克拉约瓦电力机车设备制造的47型电力机车

大多数罗马尼亚铁路所使用的电力机车均由克拉约瓦电力机车设备和萨格勒布康查尔集团制造。它们全部为适应标准轨距及25千伏50赫兹交流电的行驶环境而制造。罗马尼亚铁路目前共拥有1066台电力机车，其中933台由克拉约瓦电力机车设备制造，133台由康查尔集团制造。旧的电力机车采用灰色涂装，而现代化（1999年后生产）的电力机车则采用红色涂装。
| 型号 | 制造商                               | 技术规格及备注 | 最高时速     | 生产年份   |
| ---- | ------------------------------------ | --- | ------------ | ---------- |
| 40型 | 克拉约瓦电力机车设备                 | 5100千瓦，Co'Co'轴式 。 | 120公里/小时 | 1965－1991 |
| 41型 | 克拉约瓦电力机车设备                 | 5100千瓦，Co'Co'轴式。 | 160公里/小时 | 1966－1991 |
| 42型 | 克拉约瓦电力机车设备                 | 5100千瓦，Co'Co'轴式。 仅制造有1台，用作速度测试。 | 200公里/小时 | 1977       |
| 43型 | 康查尔集团                           | 3400千瓦，Bo'Bo'轴式。 | 120公里/小时 | 1973－1984 |
| 44型 | 康查尔集团                           | 3400千瓦，Bo'Bo'轴式。 | 160公里/小时 | 1973－1984 |
| 45型 | 克拉约瓦电力机车设备- 西门子交通集团 | 5100千瓦，Co'Co'轴式。由41型机车进行现代化改造而来，采用新的转向架、齿轮、控制系统和刹车装置。罗马尼亚铁路首款使用自动化牵引力控制系统的车型。24台已投入运营，另有20台正从41型机车改造。 | 160公里/小时 | 1999－2000 |
| 46型 | 康查尔集团                           | 3840千瓦，Bo'Bo'轴式。由43/44型机车进行现代化改造而来。 | 160公里/小时 | 1999－2001 |
| 47型 | 克拉约瓦电力机车设备                 | 6600千瓦，Co'Co'轴式。由40/41型重载机车进行现代化改造而来。罗马尼亚铁路客运仅持有1台，其余均为包括罗马尼亚铁路货运在内的货运运营商所持有。                                               | 120公里/小时 | 2006－     |
| 48型 | 索夫特罗尼克                         | 8200千瓦，Co'Co'轴式。罗马尼亚首款使用异步电动机的车型。 | 160公里/小时 | 2010－     |
| 58型 | 阿尔斯通                             | 2940千瓦，B'B'轴式。购自法国国家铁路的2台原BB 17000型电力机车，自2007年11月起投入罗马尼亚使用。                                                                                          | 140公里/小时 | 1965－1968 |

### 柴油机车
罗马尼亚铁路的柴油机车主要由克拉约瓦电力机车设备（60型至68型）和布加勒斯特法乌集团（69至95型）制造。近些年来，大部分的柴油机车已开始采用蓝色的涂装，而旧款则仍使用灰色涂装。
60型及62型装配有苏尔寿公司的12气缸双排式、四冲程12LDA28型柴油机，额定功率为2100马力。其装备了一个小型涡轮增压器以降低额定功率和最大转数。60型和62型之间的差别在于62型修改了牵引电动机的传动齿轮比，将机车最高速度提高到120公里/小时以满足客运需求，而60型仅允许100公里/小时的速度上限。
63型及65型是分别在60型及62型的基础上将其苏尔寿柴油机更换为8气缸、二冲程的易安迪8-710G型柴油机而得来，其交流电制式的电力传动系统也改为交—直流电传动。63型的最高速度为120公里/小时，65型则为100公里/小时。这两种型号的机车在罗马尼亚铁路仅用于牵引客运列车。

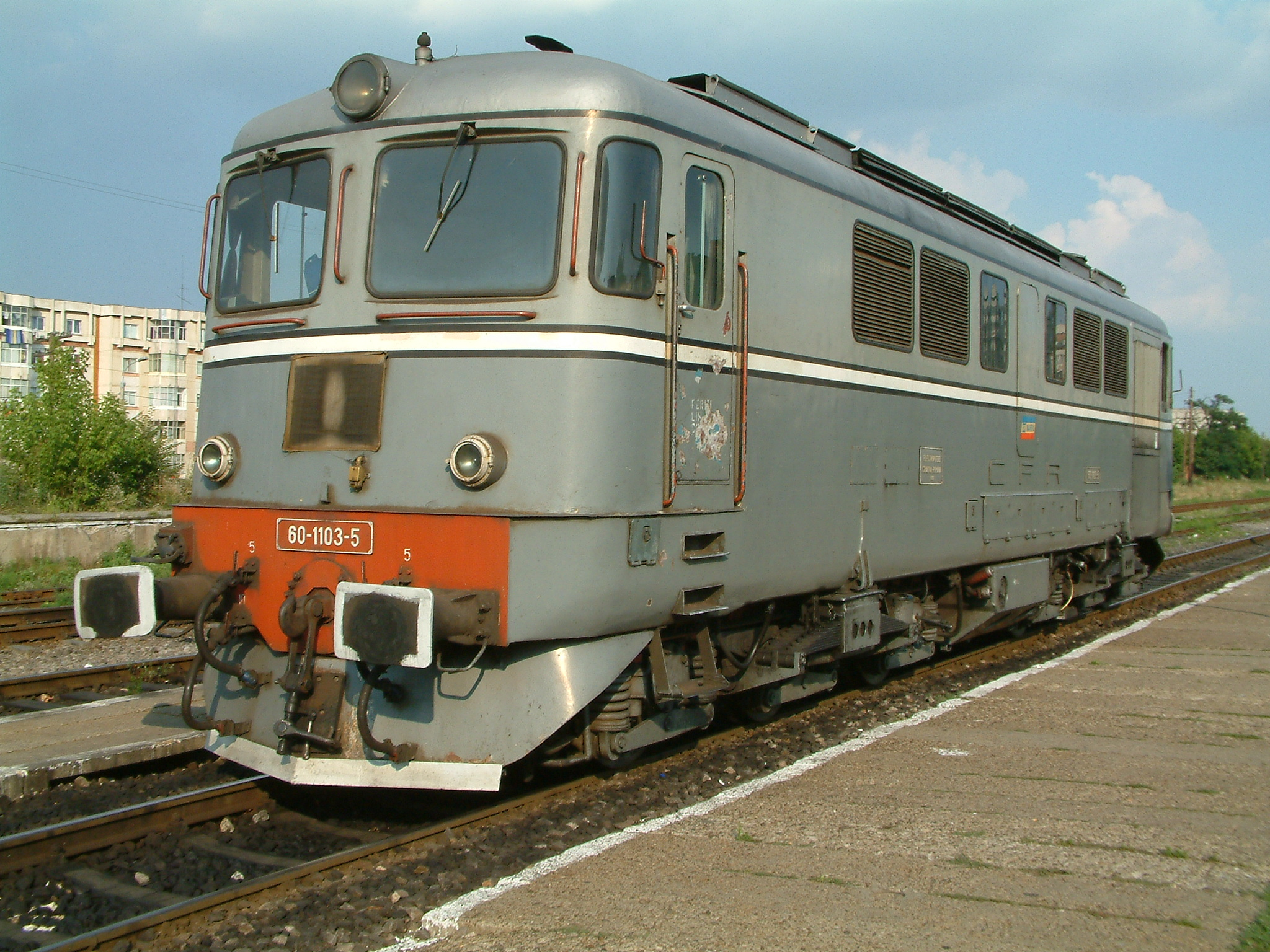
60型机车

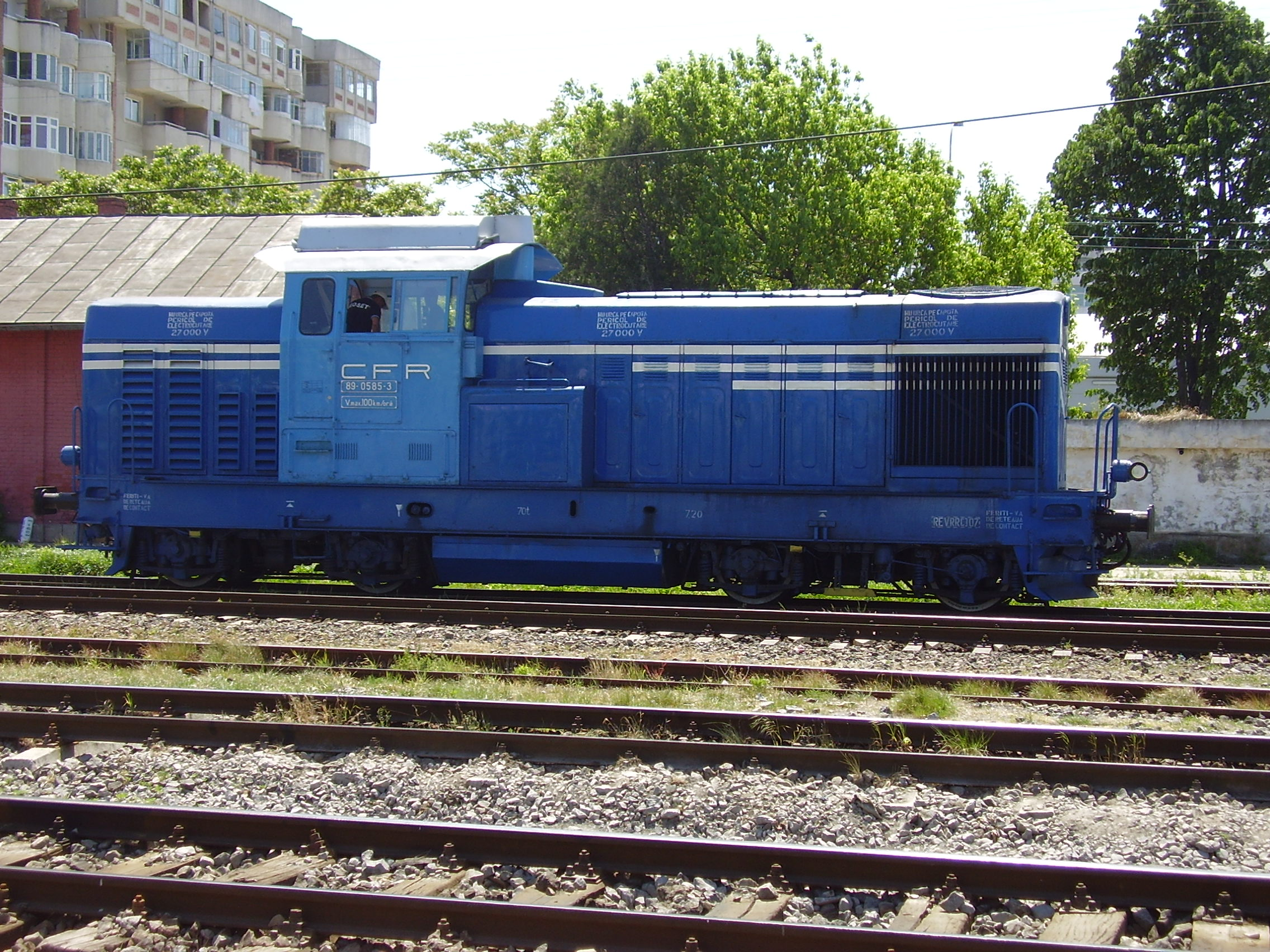
89型机车

| 型号    | 制造商               | 传动方式   | 技术规格及备注 | 最高时速     | 生产年份   |
| ------- | -------------------- | ---------- | --- | ------------ | ---------- |
| 60型    | 克拉约瓦电力机车设备 | 柴油电力式 | 1546千瓦及1700千瓦，Co'Co'轴式。                                                                                          | 100公里/小时 | 1959－1981 |
| 62型    | 克拉约瓦电力机车设备 | 柴油电力式 | 1546千瓦，Co'Co'轴式。 | 120公里/小时 | 1966－1981 |
| 63型    | 克拉约瓦电力机车设备 | 柴油电力式 | 1582千瓦，Co'Co'轴式。 由62型机车进行现代化改造而来（包括增加列车取暖供电及更换EMD 8-710G型8气缸二冲程涡轮增压柴油机）。  | 120公里小时  | 2000－     |
| 65型    | 克拉约瓦电力机车设备 | 柴油电力式 | 1582千瓦，Co'Co'轴式。 由60型机车进行现代化改造而来（包括增加列车取暖供电及更换EMD 8-710G型8气缸二冲程涡轮增压柴油机）。  | 100公里/小时 | 2004－     |
| 67/68型 | 法乌集团             | 柴油电力式 | 1546千瓦，Co'Co'轴式。60型机车的宽轨版本，运用于与摩尔多瓦及乌克兰边界附近的宽轨铁路（1520毫米）。                        | 100公里/小时 | 1959－1988 |
| 69型    | 法乌集团             | 柴油电力式 | 920千瓦，Bo'Bo'轴式。 | 100公里/小时 | 1975－1977 |
| 73型    | 法乌集团             | 柴油电力式 | 920千瓦，Bo'Bo'轴式。 与69型机车相同，但装备2台空气压缩机。                                                               | 100公里/小时 | 1975－1977 |
| 80型    | 法乌集团             | 柴油液压式 | 920千瓦，B'B'轴式。使用蒸汽取暖供电。                                                                                     | 100公里/小时 | 1966－1985 |
| 81型    | 法乌集团             | 柴油液压式 | 920千瓦，B'B'轴式。与80型相同，但无列车取暖供电。                                                                         | 100公里/小时 | 1966－1985 |
| 82型    | 法乌集团             | 柴油液压式 | 1104千瓦，B'B'轴式。由80/81型机车进行现代化改造而来。阿尔斯通为其更换了新的控制系统、车体、列车取暖供电及卡特彼勒发动机。 | 100公里/小时 | 1999－     |
| 83型    | 法乌集团             | 柴油液压式 | 1104千瓦，B'B'轴式。 与82型机车相同，但使用MTU发动机。                                                                    | 100公里/小时 | 1998       |
| 84型    | 法乌集团             | 柴油液压式 | 920千瓦，B'B'轴式。80型机车的宽轨版本。                                                                                   | 100公里/小时 | 1998       |
| 87型    | 法乌集团             | 柴油液压式 | B'B'轴式。 运用于窄轨铁路。                                                                                               | 40公里/小时  | 1979－1984 |
| 88型    | 法乌集团             | 柴油机械式 | 184千瓦，B轴式。最初造有80台，目前已被广泛替换为新的型号。                                                                | 40公里/小时  | 1981－1984 |
| 89型    | 法乌集团             | 柴油液压式 | 920千瓦，B'B'轴式。 | 100公里/小时 | 2005－     |
| 95型    | 法乌集团             | 柴油机械式 | 88千瓦，B轴式。 | 55公里/小时  | 1935－1950 |

### 柴油动车组
罗马尼亚铁路客运的柴油动力分散式列车（柴油动车组）主要运用于短途及客流量小的客运服务线路，即便其引入的西门子Desiro已可用于较长距离的城际列车服务。

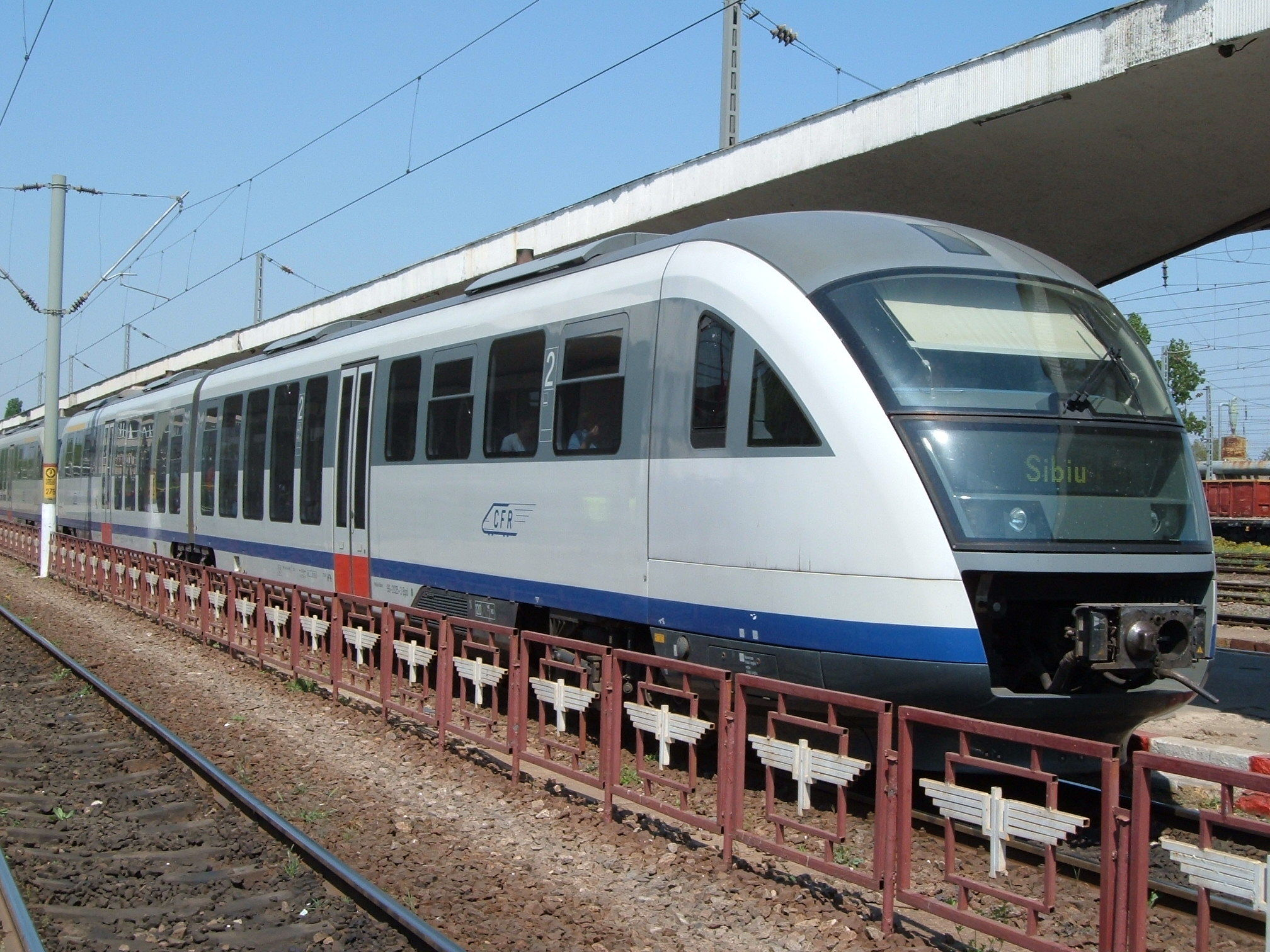
运行于克拉约瓦-锡比乌之间的西门子Desiro列车

| 型号           | 制造商             | 技术规格及备注 | 最高时速最高时速          | 生产年份   |
| -------------- | ------------------ | --- | ------------------------- | ---------- |
| 77型           | 法乌集团           | 88千瓦。主要用于巴纳特和布科维纳乡村线路的铁路巴士。它们目前正被逐步淘汰或进行全面翻新。                                                           | 70公里/小时               | 1935－1942 |
| 78型           | 法乌集团           | 162千瓦。31组正在使用，其中29组已全面翻新。主要用作政府或企业官员的旅行用车（部分车辆配备床、淋浴设备、豪华装饰及新闻发布室）。                    | 100公里/小时 120公里/小时 | 1939－1954 |
| 79型           | 格尔利茨车辆制造   | 132千瓦。于1993年至1996年购买的12组原德国铁路772型柴联车，由布拉索夫马鲁勃集团（Marub）进行全面现代化改造后用于乡村区域列车服务。部分已租赁至私人公司。 | 90公里/小时               | 1960－1977 |
| 91型           | 马鲁勃集团         | 153千瓦及208千瓦。柴油液压式铁路巴士。2组正在使用，内设56个二等座席。                                                                              | 80公里/小时               | 1995       |
| 96型（Desiro） | 西门子交通集团     | 550千瓦。绰号为“蓝箭”的柴油机械式动车组。120组正在使用，主要用作区际列车服务。城际列车所使用的版本拥有更为宽敞舒适的座椅。                         | 120公里/小时              | 2003－     |
| 98型           | 杜塞尔多夫车辆工厂 | 485千瓦。购自德国铁路的2组柴油动车组，内设12个一等坐席及112个二等座席。目前主要用于特兰西瓦尼亚的区域列车服务。                                    | 120公里/小时              | 1994       |

### 电力动车组

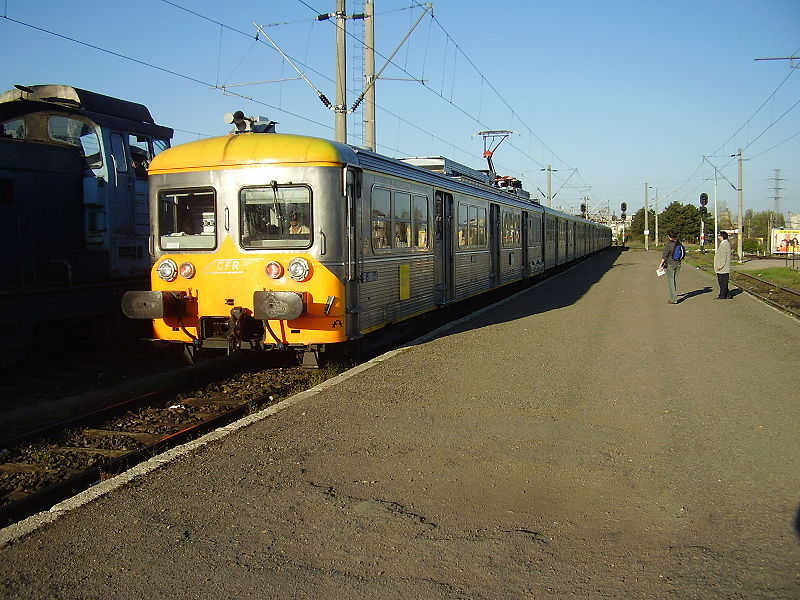
58型车停靠于克卢日纳波卡车站

直至2006年，罗马尼亚铁路仍未有电力动车组（电联车）运营。此后，罗马尼亚铁路从法国国家铁路购入了一些为卢森堡国家铁路而造的二手Z6100型电力动车组，它们分为2节编组及3节编组，并由克卢日的雷马卢2月16日工厂（Remarul 16 Februarie Cluj）进行现代化改造，将被用于通勤列车。首列改造完成的车组已投入服务，被定型为58型。罗马尼亚铁路客运仍计划购买大约21组新的电联车，车型可能由西门子、庞巴迪或阿尔斯通提供。也有传言称罗马尼亚铁路将购买高速动车组用于布加勒斯特-布拉索夫和布加勒斯特-康斯坦察的线路中。此外，由克拉约瓦电力机车设备研制的6节编组区域型电联车自1990年以来一直处于原型车阶段，它在最初的测试过程中遇到了制动和发动机等困难。
| 型号 | 制造商   | 技术规格及备注                                          | 最高时速     | 生产年份    |
| ---- | -------- | ------------------------------------------------------- | ------------ | ----------- |
| 58型 | 阿尔斯通 | 615千瓦。用于已实现铁路电气化的通勤列车及区域列车服务。 | 120公里/小时 | 1965 - 1970 |

## 体育运动
罗马尼亚的许多体育俱乐部原本由罗马尼亚铁路的职工创立或组成。使用CFR名称最有名的是CFR克卢日足球俱乐部和CFR蒂米什瓦拉足球俱乐部，其中前者为罗马尼亚足球甲级联赛成员，并成为罗马尼亚首支晋级欧洲冠军联赛正赛阶段的非布加勒斯特球队，而后者则处于水平较低的丁级联赛。
另一支著名球队布加勒斯特快速也由罗马尼亚铁路格里维察车间的铁路工人创立，原名为罗马尼亚铁路文化体育协会（Asociația culturală și sportivă C.F.R.）,后于1958年改用现名并沿用至今，其名称中的“快速”也来源于当时罗马尼亚的最高等级列车类别：快速列车（Rapid）。